# 戸切地陣屋
戸切地陣屋（へきりちじんや、史跡名称：松前藩戸切地陣屋跡（まつまえはんへきりちじんやあと）、英名：Hekirichi Bastion Fort of Matsumae clan）は、現在の北海道北斗市野崎にあった幕末期松前藩の陣屋で、日本で初めて稜堡式築城術に基づく星形堡塁（星堡）および19世紀当時の欧州軍事理論上における砲戦防衛のための選地・構造を採用した（後述）城郭である。「戸切地」はアイヌ語「peker-pet（ペケレ・ペッ、美しい（明るい）・川）」を語源とし、陣屋西側を流れる戸切地川の周辺地域を指す地名である。
昭和40年（1965年）に本陣星堡跡（43,400㎡）と大手側城地の一部が国の史跡に指定され、平成4年（1992年）にはさらに裏手火薬庫跡（2,213㎡）が追加指定された。これらを合計した104,206㎡が現在の史跡指定範囲となっている。この項目では、同城の史跡指定後に実施された発掘調査と、それによる遺存状況の確認を経て、史跡の保存と活用に資するために同城本陣周辺に整備された戸切地陣屋跡史跡公園についても記載する。

## 名称について
松前藩は公称として、同地周辺を広く指す「戸切地」の地名を冠する「戸切地陣屋」を用いた。藩外などからの俗称としては、主として藩名からとった「松前陣屋」と呼ばれ、このほか所在地近郷の名をとった「濁川（村）陣屋」、「文月（村）陣屋」などの呼称も用いられた。
なお「穴平陣屋」と伝するものが昭和10年代より散見されるようになるが、当時史料に関連するものとしては、現地性のない幕府側文書の編纂題目にごくわずかに見られるのみである。当時の現地名は「アナ・タ・ヒラ」（表記例として「穴太平」・「穴タ平」など）であり、これを「アナ・タイラ」のように読み分けるのは現地表記「アナタヒラ」の誤読またはその伝播と考えられる。
また、現在「清川陣屋」という通称が現地で広く知られバス停名等にも用いられているが、「清川」という地名は明治14年（1881年）に上述の濁川村と幕末期に新興した清水村とが合併して生まれた廃城以降の新地名であり運営当時は用いられていない。なお「清川陣屋」の書籍上の記載は国立国会図書館蔵書中においては『北海道年鑑』昭和26年（1951年）版が現在確認できる初出である。戦後に生まれた（あるいは定着した）呼称である可能性が高く、本城の歴史的呼称とは言い難いが、現在当地にて馴染み深い通称でもあるため発生の背景も併せ付記した。

## 築城経緯および立地

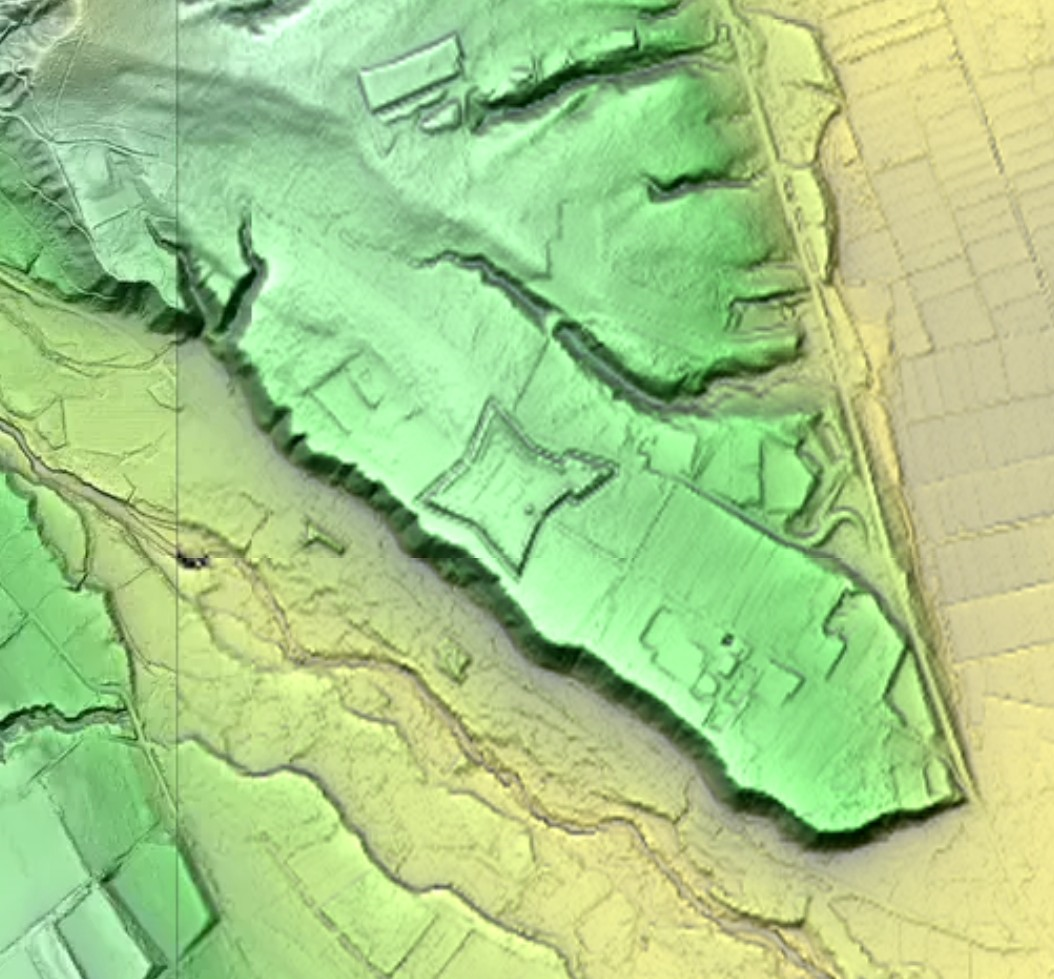
戸切地陣屋周辺、通称「野崎の丘」の地形。南西側が「アナタヒラの崖壁」。カシーミル3D「スーパー地形」アプリにて作成。

本城は、開国直後の安政2年（1855年）に行われた江戸幕府による北方防衛直轄のための蝦夷地上知と、それに伴う函館平野一帯の警衛分担命令のために松前藩が構築した戊営（警衛拠点）である。設計者は佐久間象山が開いた洋学塾「五月塾」に学んだ松前藩士の藤原重太（後の藤原主馬）で、前述の通り日本で初めて稜堡式築城術に基づく星形堡塁構造を本陣に採用している。
現在の北斗市中央より北西に約5キロメートルに位置する舌状台地、通称「野崎の丘」の基部に築かれている。「野崎の丘」は、江戸中期の松前藩家老にして史学者であった松前広長がその著作『松前志』（天明元年（1781年）序）において「西にアナタヒラの崖壁峙（そな）え、東大野十八郷を瞰開し、南は遥かに他郷を眺望すべく、北は楚山の深林に近く…」と防衛・眺望に利する立地条件を高く評価して「近国無双の城地」と讃え、彼の父である六代藩主・松前邦広が幕府への建白を決意しながら直後に没し果たせなかった藩拠移転の候補地に挙げている。このほか上知後の幕領期に蝦夷地内を視察した探検家・近藤重蔵は文化4年（1807 年）に幕府に提出した「惣蝦夷地御要害之儀ニ付心付候趣申上候書付」（『蝦夷地実記』所収）において「要害之勝地」として松前福山の機能を野崎へ移すことを進言するなど、城地としての評価は一貫して高かった。

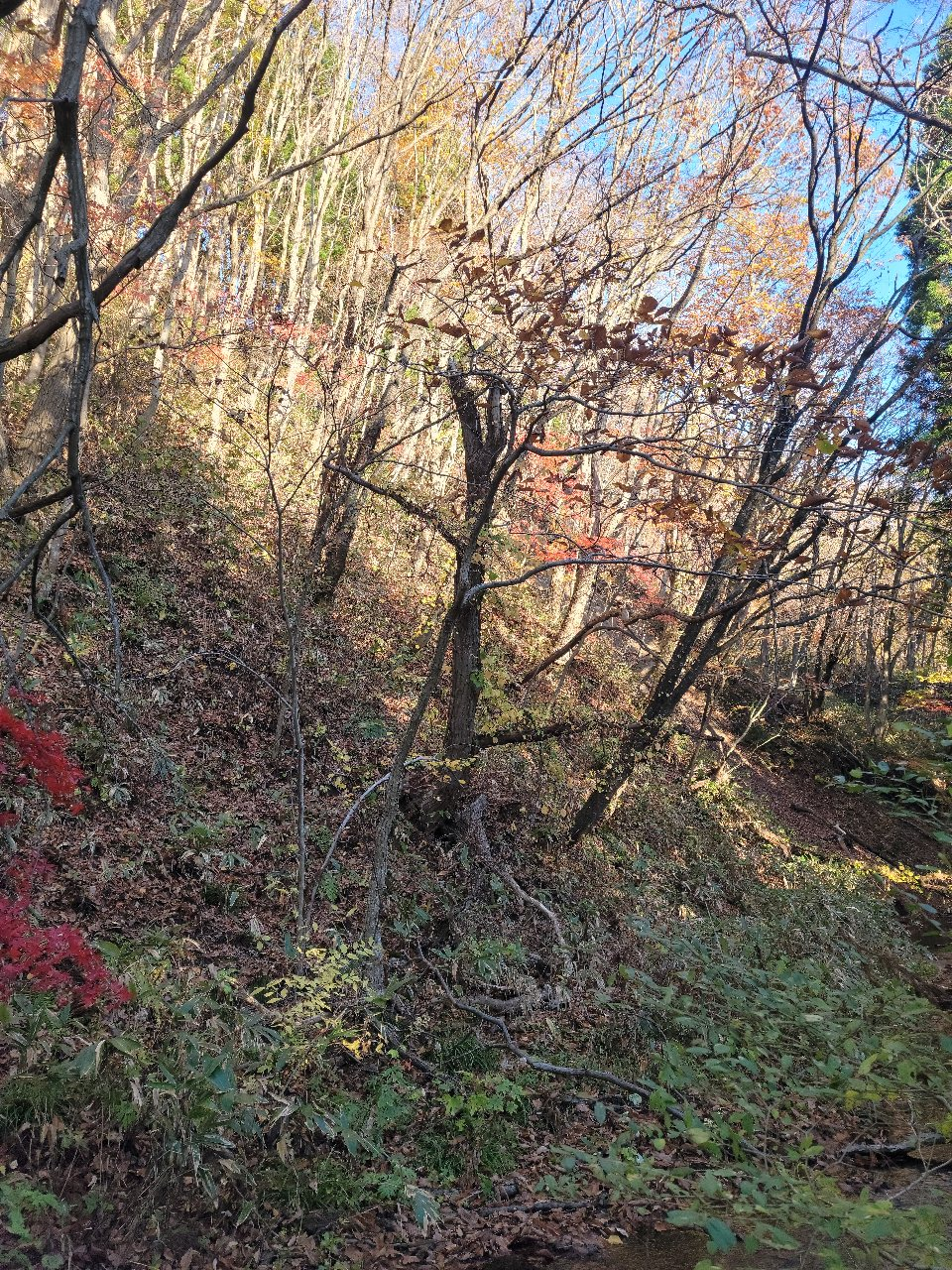
「アナタヒラの崖壁」近景（2023年11月撮影）。俯角30度～37度、比高30～40ｍの崖面が「野崎の丘」南西面を約1.7kmの距離で囲む。

戸切地陣屋の本陣星堡は、この「野崎の丘」の舌状台地としての最高地たる平坦面に位置し、南西側を崖地「アナタヒラの崖壁」、北側を松前半島へと連なる山地、北東側を沢に囲まれた天然の郭状地形に守られ、本陣へのアプローチルートは南東側に延びる緩斜面に限定されている。本陣星堡は土塁・壕からなる四稜堡で、うち東稜に構築されている稜堡に6基の砲座が備えられた構造となっている。
同城の建築に至る日程は目まぐるしいものであった。先達のあった上知による警衛分担地の具体的な割り当ておよび警衛拠点築城の命が幕府より下されたのが安政2年（1855年）5月8日、これをうけ城地として戸切地の「向陽原（アナタヒラ、「野崎の丘」のこと）」を選定し箱館警衛の所管総屯を築くことを箱館奉行に請願したのが同年6月8日、認められたのが6月10日。その翌11日には箱館奉行の城地検地を受け、間を置かず戸切地陣屋築造は着工される。そして北方における施工の大敵である土壌が凍結する冬を待たずして、同年10月20日、工期わずか5か月という驚くべき速さでこの「日本最初の洋式城郭」は竣工を迎えることとなった。
藤原主馬の体得した欧州軍事にかかる拠点構築技術（要塞学）および理論（後述）には、解析幾何学的な構造計算に基づきながら、かつその目標構造を効率的に構築する手法といった、後に工兵という兵科として確立・体系化される陣地構築の基盤的メソッドが集約されており、これが早期かつ堅牢な竣工に大きく貢献したものと考えられる（なお、当時松前藩内にその知識を持ちうるものは他に存在しなかった）。藩主・松前崇広はこの戸切地陣屋築造に係る主馬の功に対し、士席先手組から中之間席への永代昇格を以て賞した。この辞令は崇広の御前で直々に行われ、家格昇格に加え時服二着が直接下賜されるなど、格別の扱いであった。

## 構造・選地における19世紀欧州軍事理論の実践

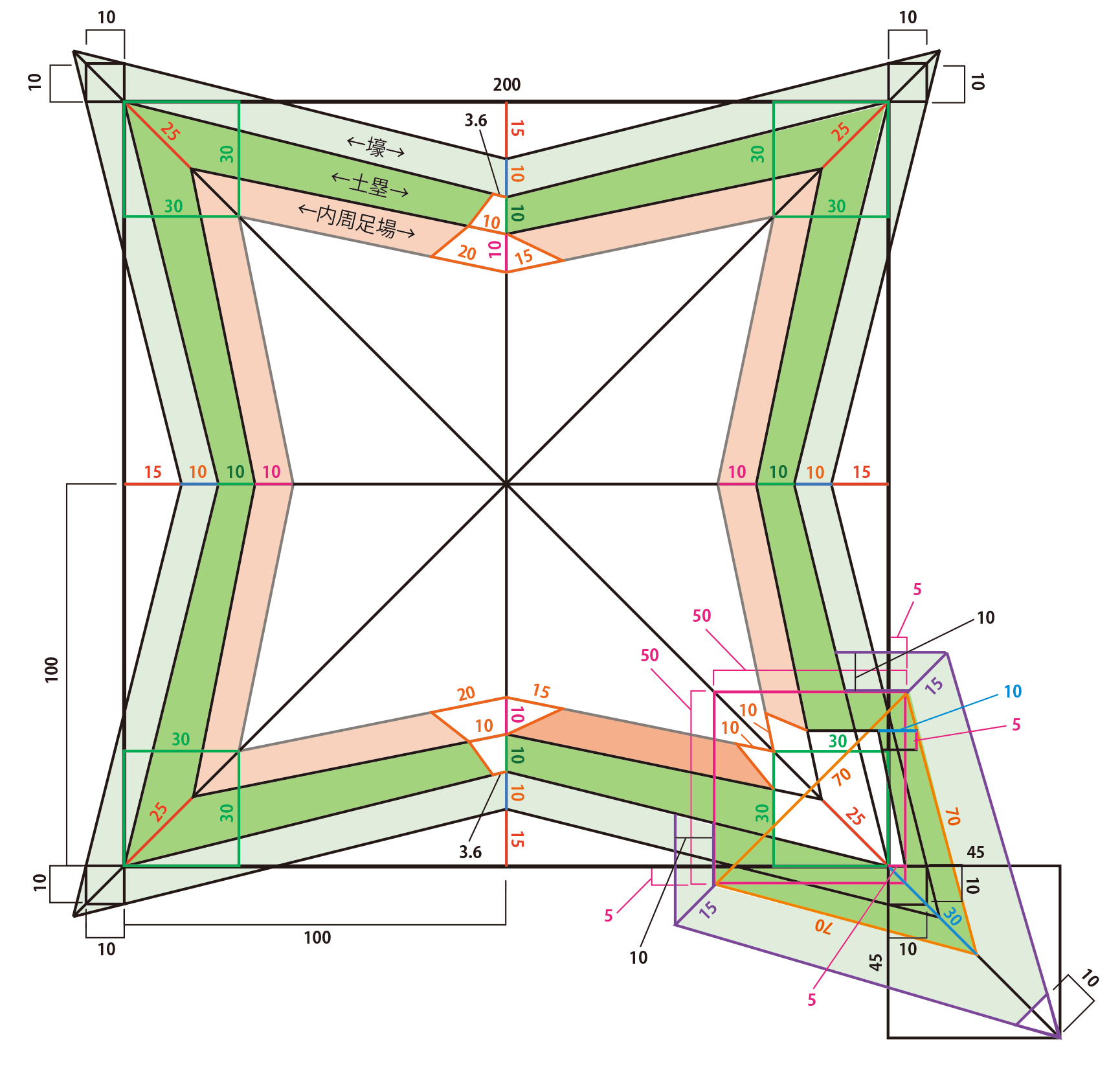
戸切地陣屋の現地遺構の考古学的分析から割り出された外郭の幾何学的設計

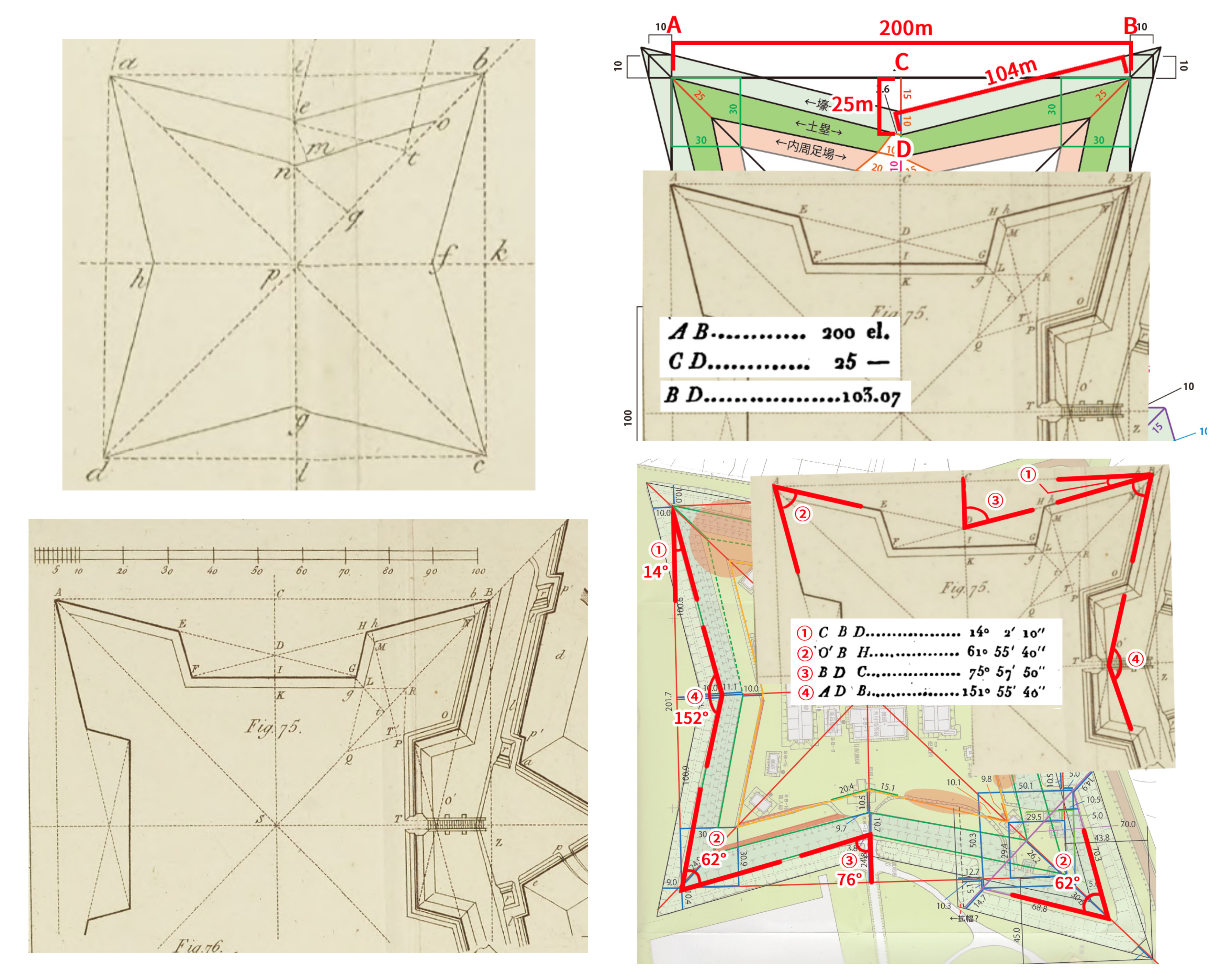
サヴァール教本（1827）内に図示された模式的四稜堡の図・寸法・角度と戸切地陣屋の比較。当時オランダではメートル法への移行期であり、1エル（el）は1メートルと同値として扱われた。

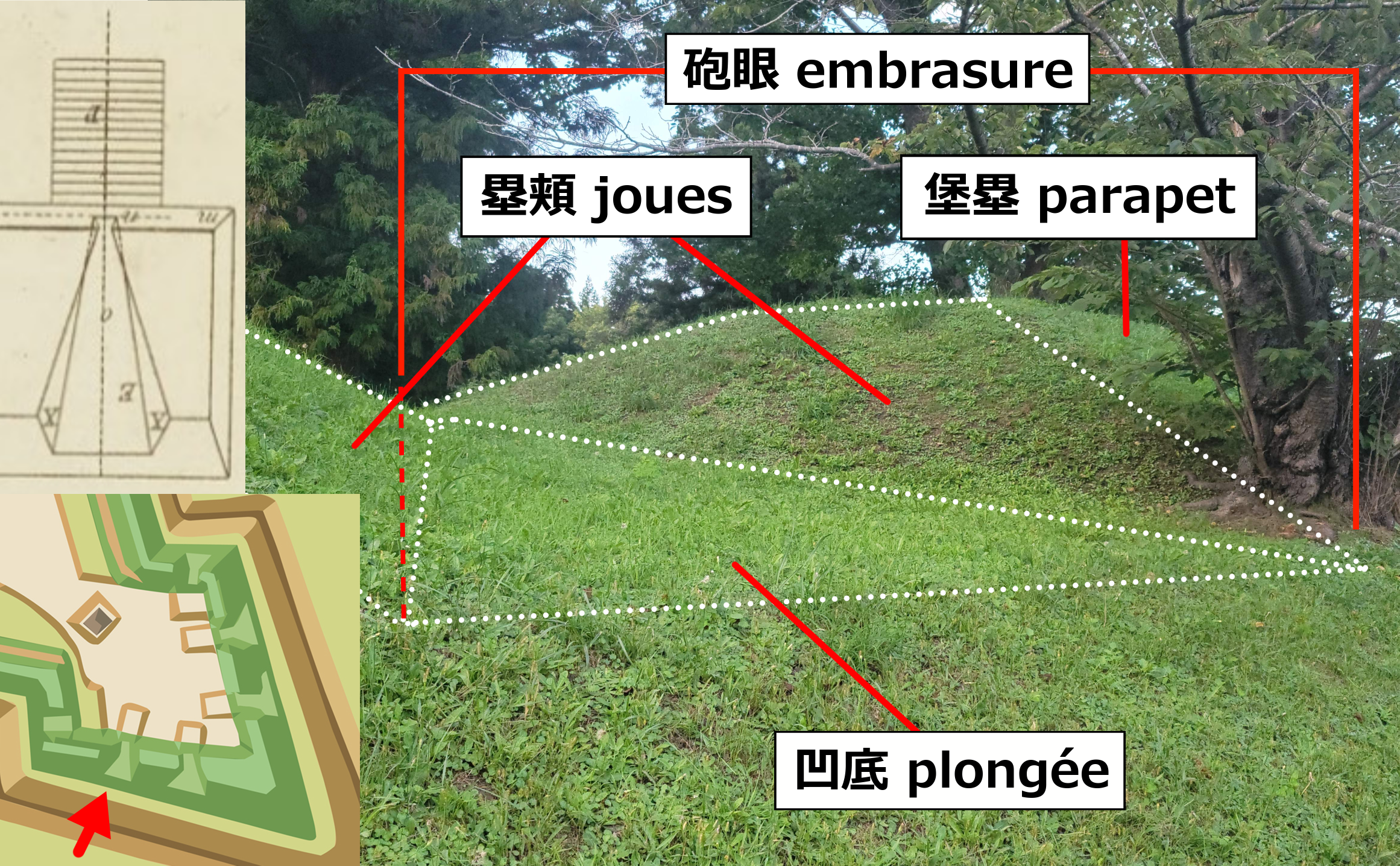
戸切地陣屋の砲座（左下平面図の矢印位置・方向から撮影）。サヴァール教本内の図（左上）におけると構造と一致する。

本陣の平面設計については、設計図は失われているが、現存遺構の考古学的形状分析などから一辺200ｍの正方形とその対角線・等分線を基準とし、かつメートル法を用いて行われていることが明らかとなっており、その幾何学的設計法ならびに各部の寸法・角度はフランスのサン・シール陸軍士官学校にて要塞学教本として用いられたニコラ・サヴァール著"Cours élémentaire de fortification"（初版1812年）ならびに同著をネーデルラント連合王国の技術士官フレデリク・ペイトレス・フィジエス・ナニングがオランダ語に訳し補遺を加えた"Beginselen der versterkingskunst"（1827年訳）（訳題：『要塞学原論』、以下「サヴァール教本」）における"Des Forts à bastions（蘭：Gebastioneerde Forten、稜堡式要塞）"の章の本文・図で詳述される模式的構造の諸元と一致する。なおこの蘭訳本は藤原主馬の師である佐久間象山の遺品内に確認できるほか、象山が師事した幕末洋学のパイオニアの一人である江川英龍の蔵書として、あるいは伊達宗城の書簡中における言及や、『蕃書調所書籍目録寫』のうち「建築類」にもその名が見えるなど、1840年代から開国に前後する時期の幕末日本において、欧州における砲戦防衛を学ぶための初期テキストとして用いられていたことが伺える。

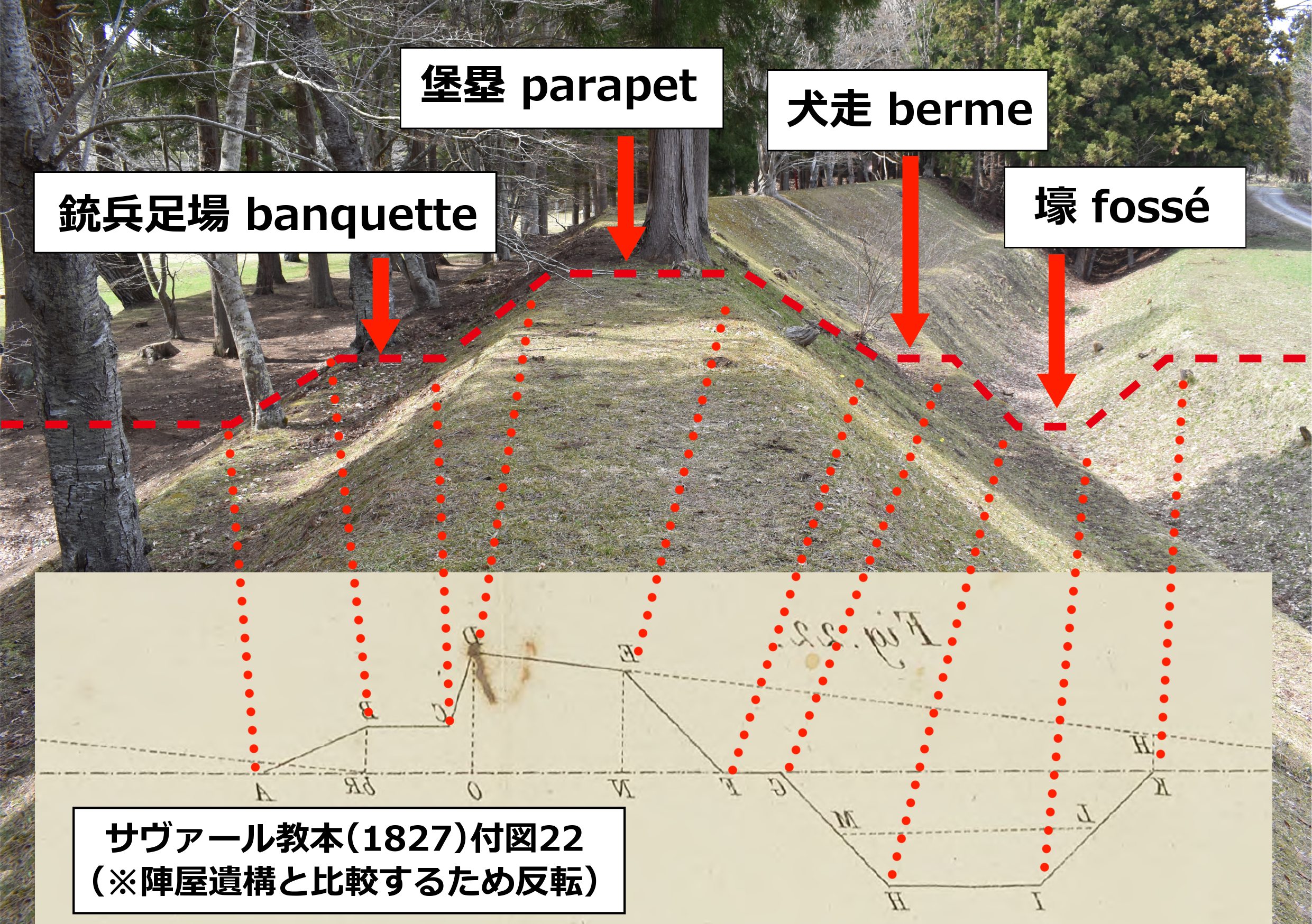
戸切地陣屋の現存外郭遺構（上）とサヴァール教本（1827）内に図示された外郭の幾何学的断面構造（下）との対照

このほか、内面頂部全周に設けられた銃兵足場（仏：banquette、蘭：banket）が特徴的な土塁から壕まで一連に連なる外郭の幾何学的断面構造（仏・蘭：profil）や、当時欧州軍学における砲台（仏：batterie、蘭：Batterij）の構成要件である、
- 郭内の兵員および砲を守るための堡塁

（仏：parapet、蘭：Borstwering）
- 堡塁内より砲弾を通しかつ射角を広角に取るための外側に広がる構造を有する砲眼

（仏：embrasure、蘭：embrasuren または schietgat）
- 発砲位置の較正および砲車の移動による床面へのダメージを防ぐための架台

（仏：plates-formes、蘭：beddingen）
を全て備えた砲座など、各部の構造にサヴァール教本をはじめとする19世紀当時欧州の砲兵の運用を前提とした防衛拠点構築理論の反映が見られる。
加えて、本陣を段丘頂部に置き、崖・沢により両手からの寄せ手を阻み、大手前に長く延びる緩斜面を持つ地勢はサヴァール教本中にある、

「大砲の射程範囲（少なくとも小銃あるいはぶどう弾の射程範囲内まで）を制圧下に置く戦場を制圧し…（中略）…（陣地を置く）高台の前方には、窪みなど不可視の箇所が無い緩やかに伸びる斜面を備えていなければならない」

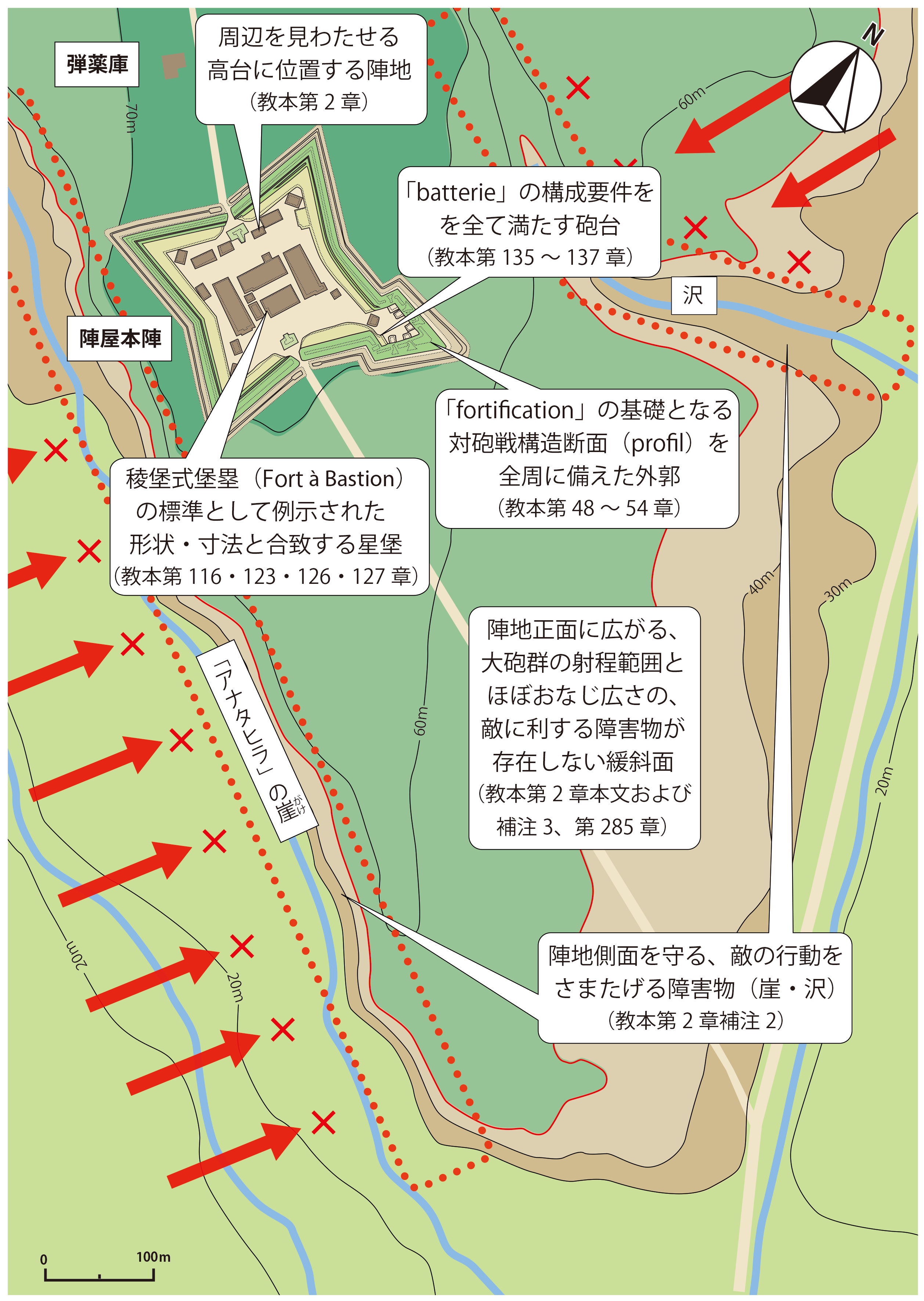
戸切地陣屋および野崎の丘に見られる19世紀欧州軍事的要件（章名はサヴァール教本中のもの）

（qui dominé le terrain environnant jusqu'à de canon; …qui le découvre exactement, au moins jusqu'à portée des petites armes et de la mitraille;Il faut encore que les Hauteurs sur lesquelles il règne se prolongent en avant, en pente douce et thiforme, de manière à ne laisser aucun pli de terrain qui ne soit éclaire et découverts.）
「軍（を配備する陣地）の側面は、敵にとって侵攻を困難にする、あるいは攻撃のためにそれを迂回する必要が生じるような障害物によって守られていることが好ましい。この障害物とは、深い森林・流水または湖沼・渓谷・山・村落・要塞などである。」
（Que les flancs de l'armée soient couverts, ou, autrement, appuyés à des obstacles qui obligent l'ennemi à une attaque difficile, ou à une marche longue pour les éviter; en sorte que dans les deux cas, on ait le temps de faire les dispositions convenables. Les obstacles auxquels on appuie les flancs d'une armée, sont les bois très-fourrés, les eaux vives ou stagnantes, les ravins, les montagnes inaccessibles,les villages, les places fortes.）

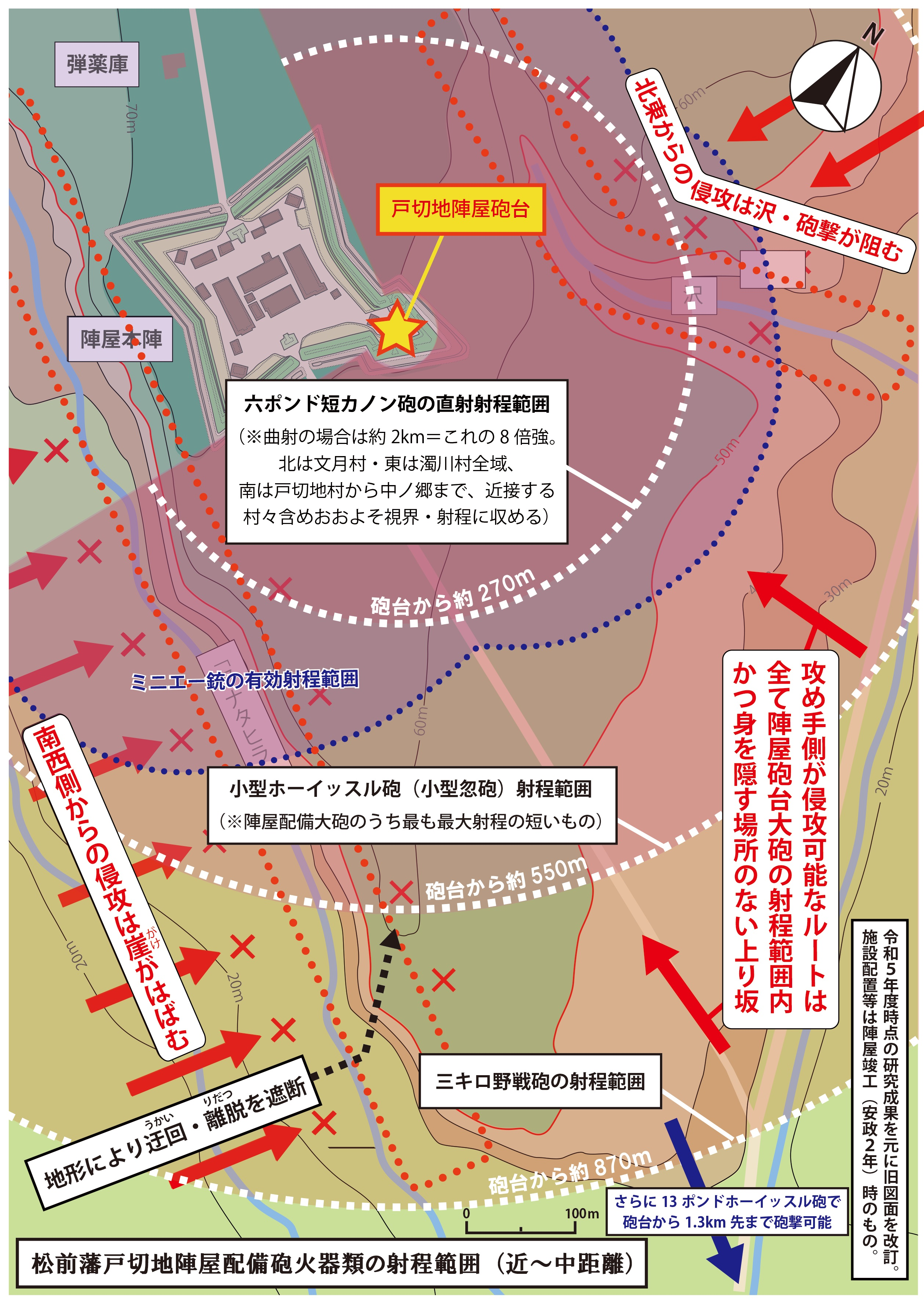
戸切地陣屋配備砲の火制範囲と地勢による防衛構造

といった砲戦上の優位陣地の条件を満たしており、同陣屋の構築に当時日本で蘭学経由で学ばれた欧州軍事の理論が強く反映されていることが伺える。少なくとも築造当初は、開国間もない国内において想定される対外事態のひとつであった有事（軍事的接触および揚陸による陸戦等）の際に、対手と同列の技術で対抗しうるべき防衛構造であったと言える。
安政6年（1859年）の『戸切地御陣家勤中御達書留』には当時の配備大砲の種類と性能が列記されており、6ポンド短カノン砲や3キロ野戦砲のほか、13ポンドホーイッスル砲などの曲射砲も備え、その射程は「野崎の丘」上を全て火制範囲に収めるものであり、その火制範囲の総面積は「アナタヒラの崖壁」と沢にはさまれた緩斜面全体と見て計算すると約355,000㎡に及ぶ。また、文久元年（1861年）に箱館奉行に提出された届出に見える配備砲数は砲座6基に対し4種27門を数え、このほか小銃59挺を備えており、接敵の位置・状況に即した各種砲を取り揃え、主砲トラブル時のバックアップや砲台に拘らない郭外への広域展開などにも対応可能な備えであったことが伺える。

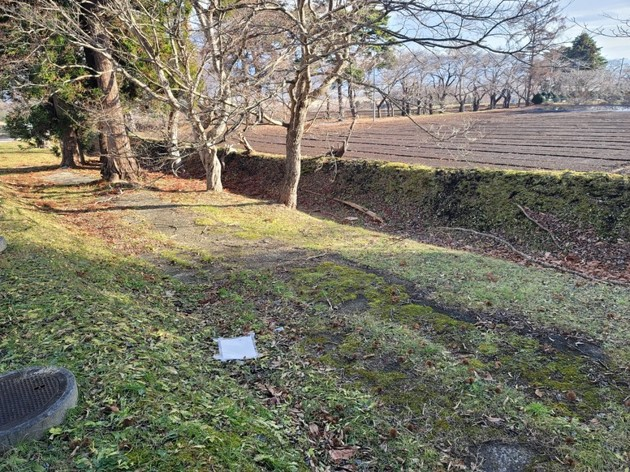
戸切地陣屋本陣前斜面の転用が決まった際に設けられた土塁のうち遺存する一部。武家屋敷群と共に射線を阻害し、砲戦防衛能力を損なう原因となった。

しかし、こうした欧州軍事に則った防衛構造を有しながら、開国後の諸外国との接触は（少なくとも北方では）軍事に拠らない平和的交渉を以て推移したこともあり、戸切地陣屋には築城以降実戦の機会は訪れなかった。さらに藩内の洋式砲術拒絶派の存在に加え、上記届出の同年に「野崎の丘」を兵の駐屯と開拓を目的とする献策が採択され、最終的に大手通り沿いの24軒の武家屋敷群とそれを囲む土塁が築造されることとなり、この結果緩斜面の可視性が損なわれ、砲戦機能は大きく減衰することとなった。

## 郭内構造と史上における役割

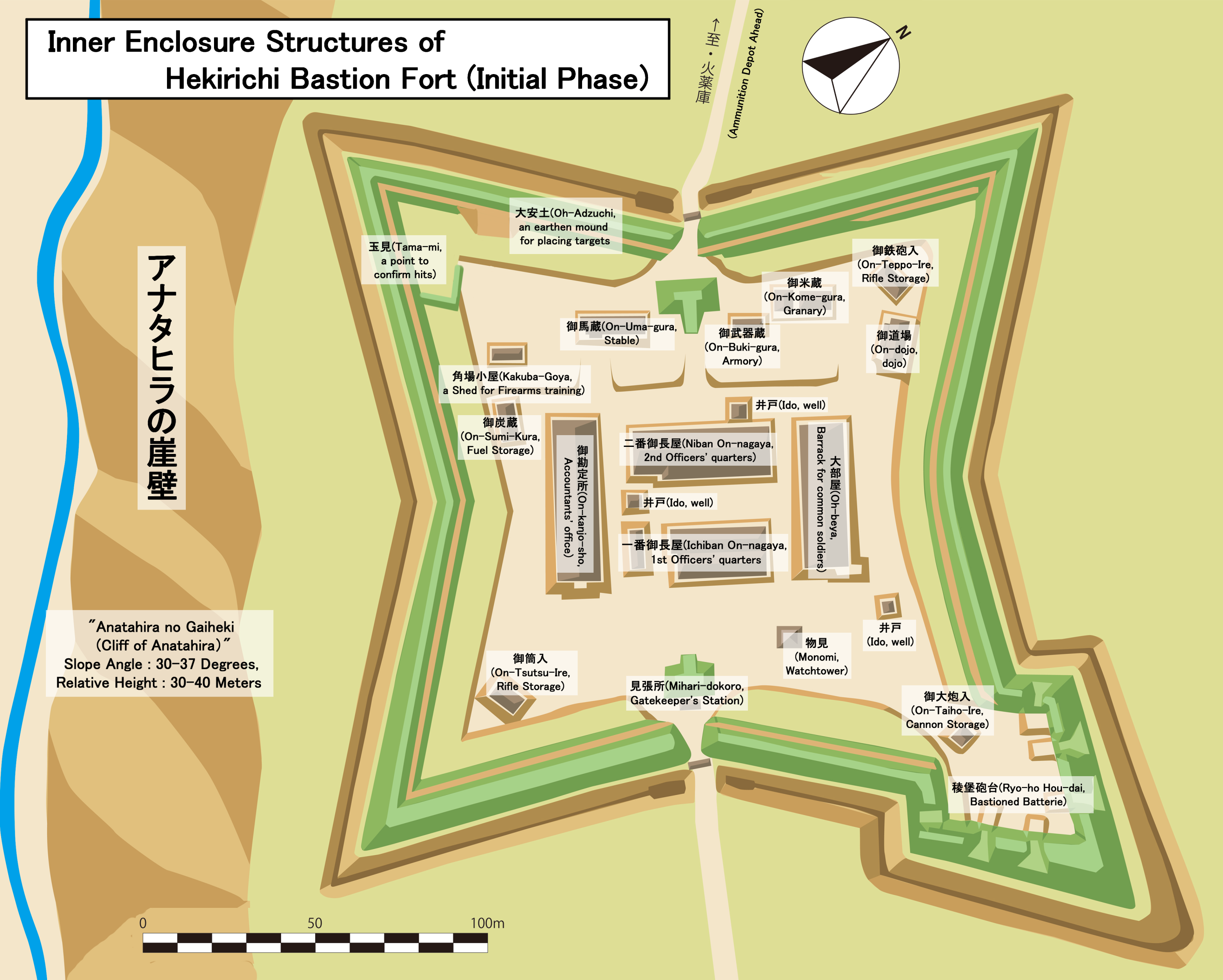
戸切地陣屋の内郭建物群（竣工後初期）

現存する絵図面、ならびに発掘調査により郭内には最大17棟の建物があったことが明らかとなっている。最も古段階のものと見られる『アナタヒラ松前陣屋絵図面』（函館市中央図書館蔵）では築造当初の建物数は16軒であり、西稜隅に「角場（鉄砲射場）小屋」「大アツヽ（大安土。的場）」「玉見（クランク状の土塁。弓道で言う看的所）」などが見え、郭内に鉄砲稽古場が備えられていたことが伺える。しかし他の図面ではこれらは失われており、史跡整備に伴う発掘調査（後述）時にも図面上で鉄砲稽古場射線上にあたる位置に（後世の絵図面で新規に出現する）建物の跡が検出されており、加えて玉見土塁・大安土遺構も現存しないことから、陣屋運営中のある時期に鉄砲稽古そのものが廃止され、そのスペースが新たな建物のために充てられた可能性が考えられる。
居住・執務に係る建物は、『戸切地御陣屋心得書』によれば備頭の詰める「一番御長屋」・徒士らが詰め医学所なども備える「二番御長屋」・勘定方の詰める「御勘定所」・その他足軽や卒らの詰める「大部屋」が郭内中心に設けた4つの長屋にそれぞれ割り当てられている。複数の絵図面を比較すると、これらの部屋割りは時代により変動がある。このほか、書籍・米・味噌・大砲・鉄砲などの各蔵や道場・厩、門番所・物見櫓、風呂場や井戸などが備えられていた。
竣工後の初代備頭（守備隊長）には竹田作郎が就いた。竹田は江川英龍に洋式砲術を学んだが、帰藩後関わった松前城改築では洋式築城に係る立案を何ら出せておらず、要塞学は門外であった可能性がある。以降新井田浦人（安政3年）・北見政庸（安政4～6年）・柴田元剛（安政6年）・工藤長善（万延元年）・杉村治休（文久元～3年）・明石季典（元治元～慶応2年）・蠣崎伴茂（慶応2～3年）・藤原主馬（慶応3～4年）・竹田作郎（慶応4年、2期目）が約半年～3年半、平均1年強の期間で備頭を務めたが、このうち洋式軍学を実学として学んだのは藤原主馬・竹田作郎のみであり、残るメンバーも藤原主馬とともに戸切地陣屋を普請した北見政庸を除き、洋式砲術はおろか文武いずれともつかぬ人選があてられている。戸切地陣屋には彼ら備頭に加え、副備頭（守備副隊長）・勘定方、および藩拠よりの目付が配備された。

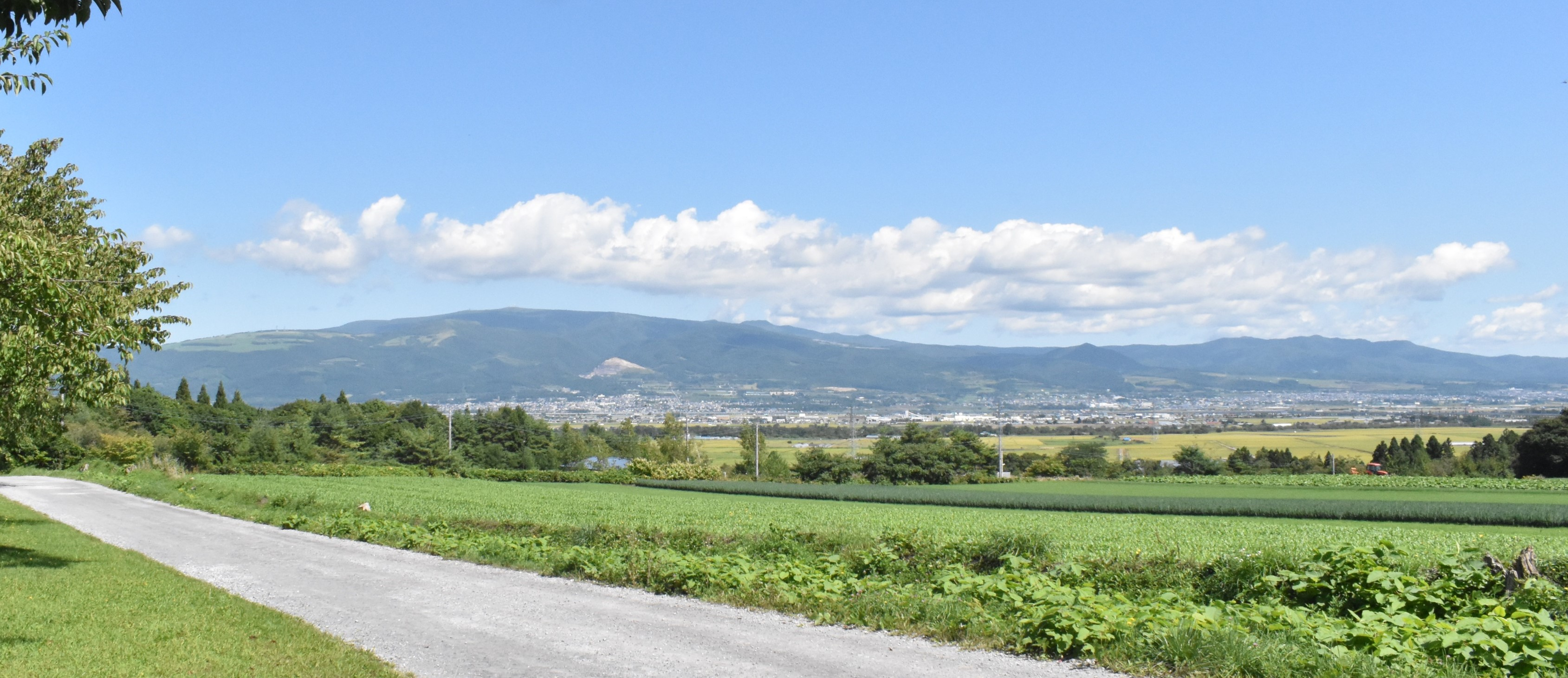
戸切地陣屋から北東側の眺め。前方に約1kmにおよぶ緩斜面が広がり、警衛の担当地域であった函館平野を広く視界に収める。

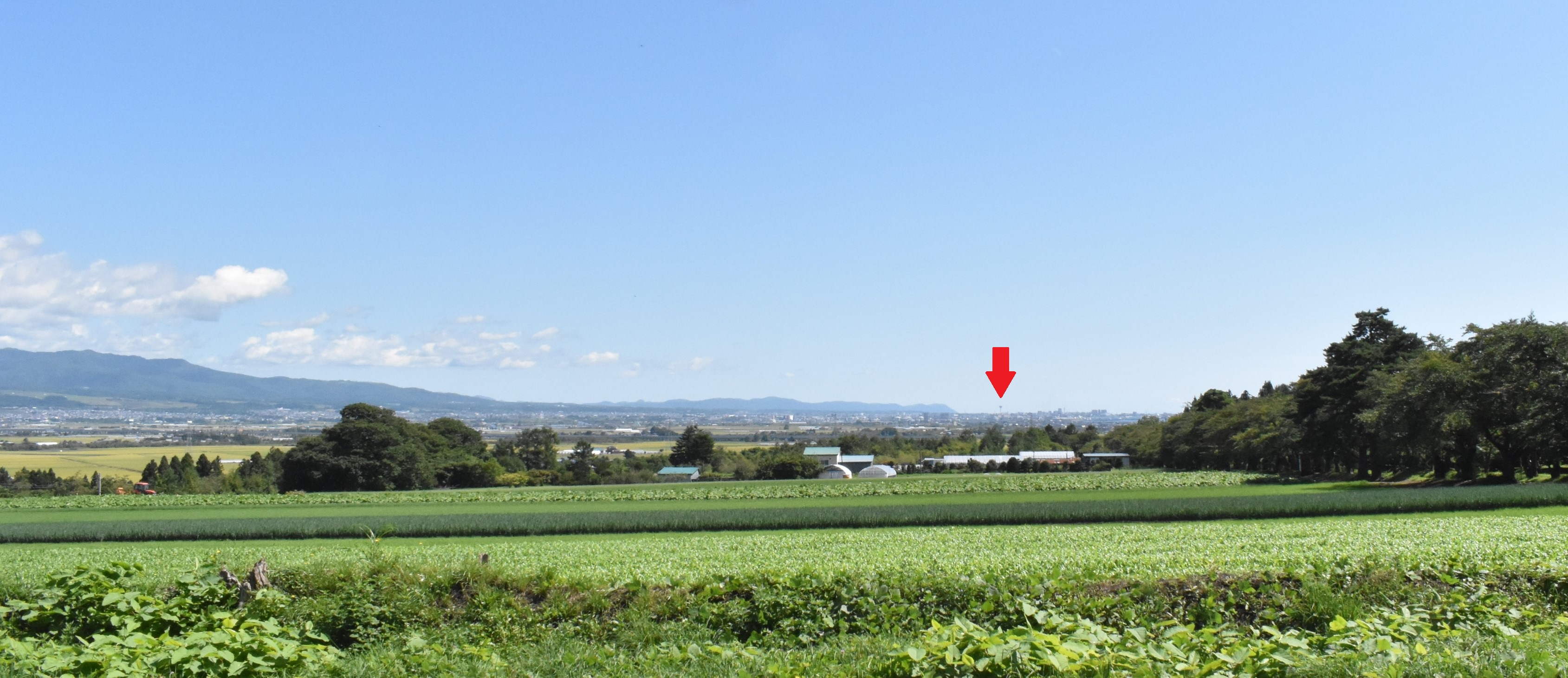
戸切地陣屋から東側の眺め。前方に約1kmにおよぶ緩斜面が広がり、前方には函館平野が一望でき、ほぼ真正面に五稜郭が位置する（赤矢印）。後世の植樹（画像右）がなされるまでは函館湾を一望可能であった。

配備兵員は備頭ら陣屋首脳陣以下徒士・足軽・卒らを併せ120～160名が交代制で詰めたものと推計されており、絵図面によると雑用に当たる中間らにも部屋が割り当てられていた。のち前述の開拓案に応じた藩士らが家族ぐるみで移住し大手通り沿いに居を構え、後背の土地を農地とし兵務と農務を兼任しつつ常在した。大政奉還の後、慶応4年（1868年）に清水谷公考が箱館府知事として五稜郭に入ると、5月に発せられた公考からの令に従い戸切地陣屋の兵が交代で出張しその防備に当たった。箱館戦争において戦死した松前藩（館藩）藩士の履歴記録である『旧館藩士族殉難調』には、松前藩士・高畑喜六の来歴として文久2年（1862年）に戸切地陣屋に家族とともに移住したこと、ならびに慶応4年に箱館府からの要請に応じ7月から9月まで五稜郭守備部隊の一員として派遣された旨の記録がある。
以上のように、基本的には眺望や地勢を活かした函館平野部の警衛拠点として、またそれにあたる人員の駐屯地として機能し、併せて軍事的機能に乏しい箱館府・五稜郭の補完的役割を担っていた。加えて、元治元年（1864年）には久保田から当地に渡り7年奉公した無宿の身元引受についての取り次ぎを行っているなど、内政における分庁的裁量も一部担っていたと推定される。

## 陣屋自焼（明治元年）から現在まで
明治元年（1868年）、旧幕府軍の蝦夷地上陸に端を発し勃発した箱館戦争では、戸切地陣屋守備兵は10月22日に箱館府の要請に応じ五稜郭へ援兵に出た後、峠下の夜襲（23日）・七重の戦い（24日）でつづけざまに敗れそのまま陣屋に戻ることなく撤退。松前より援兵にきた松前藩鎗劔隊も大野口の戦い（24日）で惨敗し陣屋に立ち寄らず撤退した。同日、大野の新政府側諸藩隊を駆逐した大鳥圭介の命により哨戒のため南下した伝習隊滝川充太郎・本多幸七郎の部隊の接近を見て、残る僅かな兵は建物を自焼して戦わずして撤退した。この際滝川らは大砲2門・米150俵・其他弾薬等を鹵獲している。
箱館戦争後、明治33年（1900年）に香雪園の造成などで知られる函館の豪商岩船家の所有するところとなり、明治37年（1904年）に旧大通り沿いに日露戦争の戦勝を祈念して桜が植樹された。以降この桜並木を以て戸切地陣屋は名勝として知られることとなり、後の保存へと繋がった。
昭和40年（1965年）3月18日に国史跡に指定された（特別史跡名勝天然記念物及び史跡名勝天然記念物指定基準のうち史跡2（城跡）による）。この際の史跡名は、上述の通り松前藩による公称であった「戸切地陣屋」を用い「松前藩戸切地陣屋跡」とされた。
平成30年（2018年）より北斗市郷土資料館による再評価研究が継続して行われており、その成果は各年度ごとに特別展および市民講座として一般に報告・公開されている。令和6年（2024年）1月に創刊された同館紀要第1号には、令和5年度までの一連の研究の成果とそれらによる戸切地陣屋の再評価の総括が論考として所収されている。この紀要は北斗市ホームページおよび国立奈良文化財研究所のリポジトリサイト「全国文化財総覧」上で一般に公開されており、インターネットを通じて閲覧が可能である。

## 稜堡式城堡における四稜堡の系譜と、それに連なる戸切地陣屋の歴史的位置付け

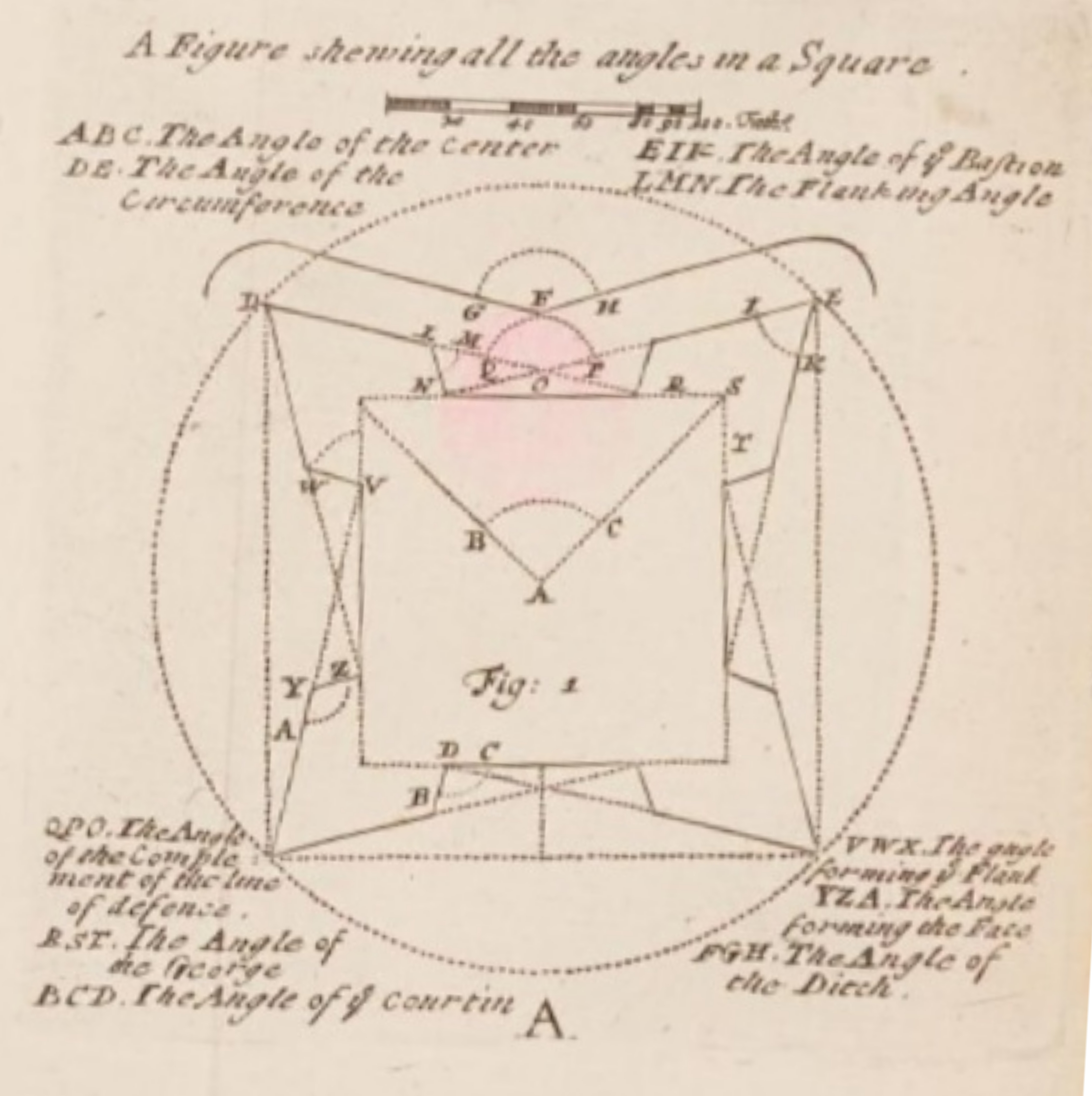
伝ヴォーバン教本（"Nouveau traité de géométrie et fortification", 1691年）における、幾何学的理論に基づく、正方形を基盤とした四稜堡設計の概略図。

戸切地陣屋は、様々なタイプを含む稜堡式城堡（Bastion Fort）の中では「四稜堡」に分類される。このタイプの稜堡式城堡は四稜の尖角と、うち少なくとも一基に稜堡（bastion）を含み、それらによる火器（銃・大砲）により攻勢に対抗する防衛構造を構築する。「稜堡」の構造条件については、ヴォーバンの理論をまとめた教本"Nouveau traité de géométrie et fortification"（1691年、以降「伝ヴォーバン教本」）において極めてシンプルに定義されている。すなわち、（1）通常、土塁として要塞の角に取り付けられる構築物（une maſſe de terre élevée d'ordinaire ſur l'angle de la gorge）であり、（2）二つの側面（deux flancs）と二つの前面（de deux faces）からなる（compofee deux flancs & de deux faces）、すなわち通常菱形の平面を呈する要塞の附属構築物ということであり、これに半稜堡（Demibaſtion, 側面＝flancと前面=faceを一つずつ持つ、半割された稜堡）を含めたものが防衛構造としての「稜堡」にカテゴライズされ、そしてそれらを備える防衛施設（fort）が稜堡式城堡（Bastion fort）ということである。
2025年、北斗市郷土資料館において、世界各国に所在する約1,000件の稜堡式城堡のデータ収集とその定量的分析が行われ、その結果、うち約40％の稜堡式城郭が星形をとらない、いわゆる「非定型」タイプに属することが明らかとなった。そして残る60％はいわゆる「星形」をとるタイプであるが、そのうち約半数、稜堡式城堡の約30％が四稜堡であった（なお、この分析は今日同一視される例が多い「星形要塞 （Star fort）」と「稜堡式城堡 （Bastion fort）」は別項の分類であり、必ずしも同義たりえないという事実も適示している）。

17世紀は、稜堡式城堡の構造に対する幾何学的分析の時代であった。16世紀後半以降、八十年戦争に伴いネーデルランド連邦共和国（現：オランダ）で進められたシーモン・ステフィン（Simon Stevin）とアドリアン・アンソニス（Adriaen Anthonisz）、そしてサミュエル・マロロワ（Samuel Marolois）らによって進められた幾何学の要塞建築への援用の試みは、フランスに要塞学を導入したジャン・エラール（Jean Errard）、エラールに続き要塞学と幾何学との理論的追及を続け大いに発展させ、その基礎を築いたブレーズ・フランソワ・パガン（Blaise François Pagan）と欧州を舞台に連綿と系譜として紡がれ、その結実がパガンの弟子として彼の理論を太陽王・ルイ14世の庇護を背景とした数多の実践による検証を以て「定理」の域へと導いたのがヴォーバンであった。ヴォーバンはその理論を著作として遺さなかったが、その弟子カンブレーが基盤たる幾何学を前半、そこから導き出される幾何学との融合を含む要塞学全般の汎用理論を書籍としてまとめたのが伝ヴォーバン教本、すなわち"Nouveau traité de géométrie et fortification（新しい幾何学および要塞構築に関する論文）"であった。 同書では、既存城堡の強化法のほか、稜堡式城堡の新規建設に係る幾何学的平面設計について、正多角形を基準とした描画法を用いて解説している。その「幾何学的設計」の起点として示されているのが、最も描画が容易でかつシンプルな正多角形、つまり正方形基準の四稜堡であった。

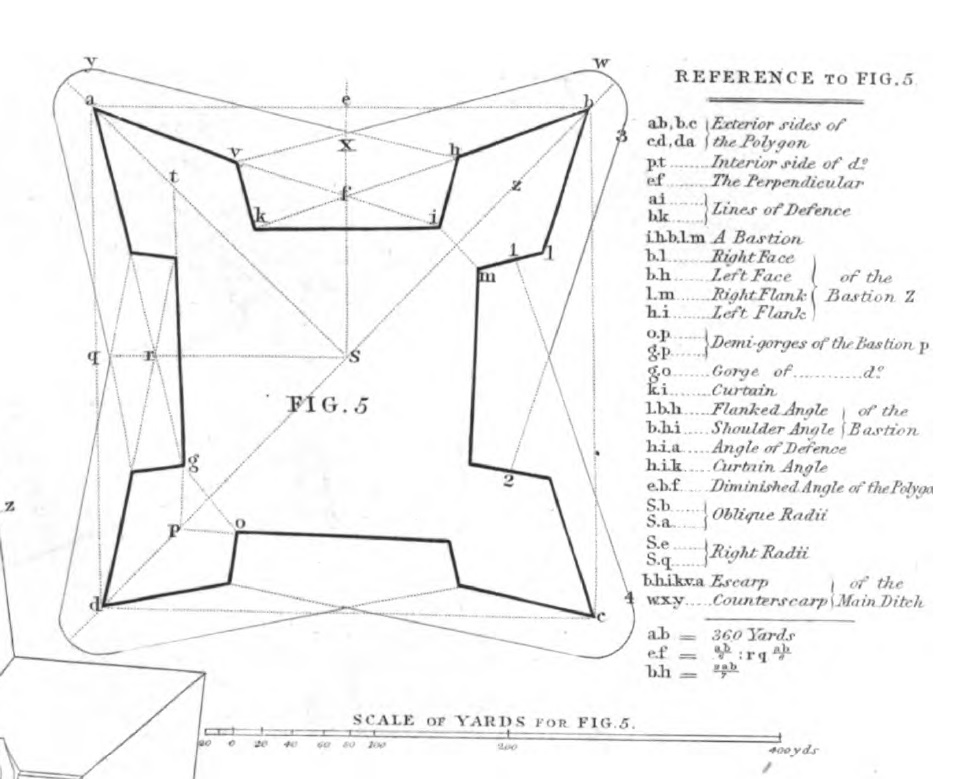
ストレイス著 "Treatise on Fortification and Artillery" （1848年）における、正方形を基盤とした四稜堡の幾何学的設計の解説図。

正方形を基準にした四稜堡が稜堡式城堡の中で「最も設計しやすい」…この単純な答えは、ヴォーバンらが幾何学的にそのことを裏付ける以前、すなわちヴォーバンがその理論に基づき顕著な業績を始める前、人々がその理論的帰結を知り得る以前（17世紀の第三四半期まで、すなわち1675年まで）に建設されたことが確認されている549件の稜堡式城堡のうち、その30.7%、169件が四稜堡であったという事実によって追証される。最もシンプルな多角形である正方形囲壁の四つの角に、それぞれ稜堡を追加するのみともとれるこの建設方法は、小堡から大型囲郭まで、あらゆる規模の要塞にとって最も「建設しやすい」アプローチでもあったと見ることができる。

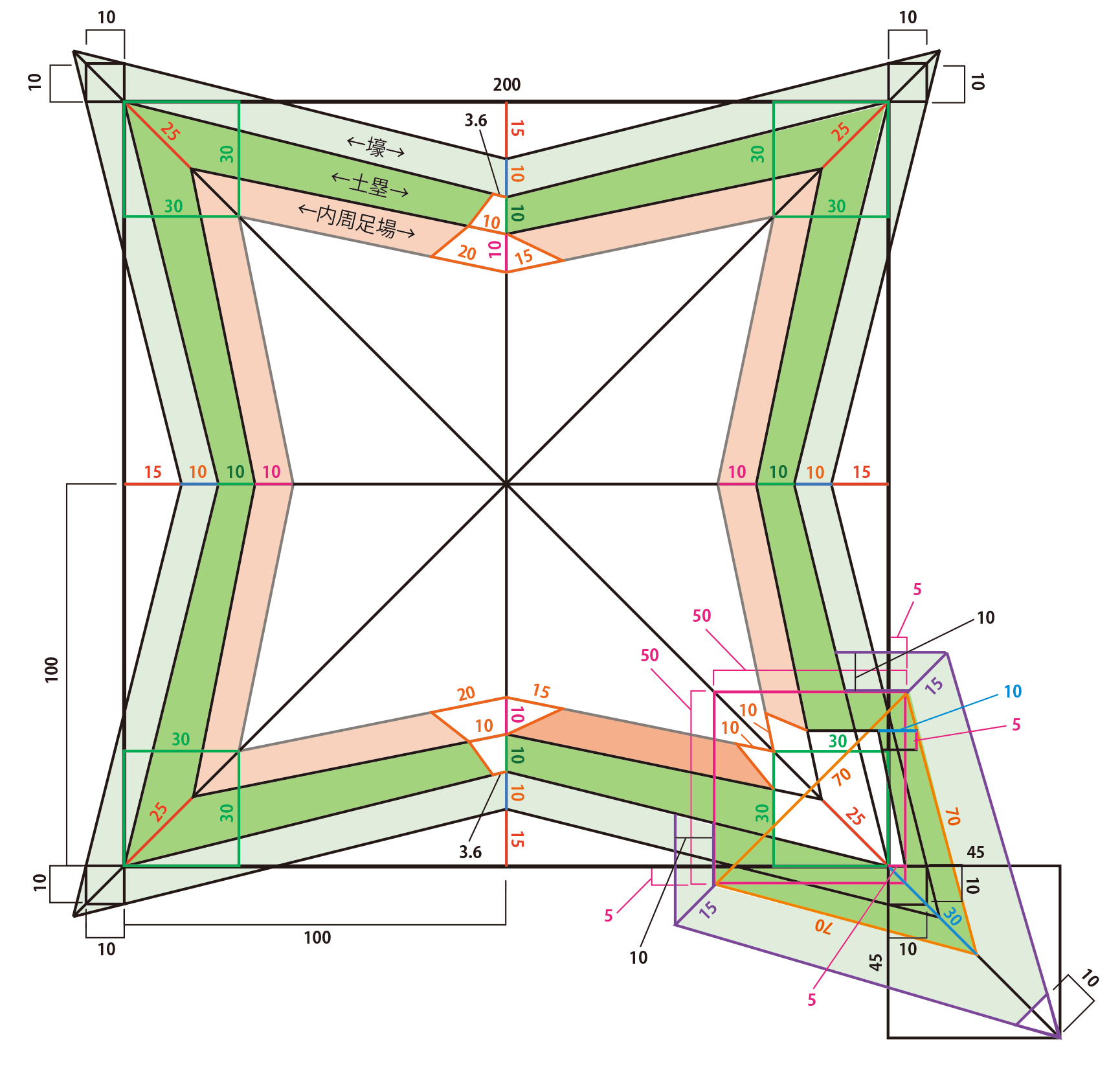
考古学的分析により析出した、戸切地陣屋の幾何学的四稜堡設計 （1855年）

この「最も描きやすい」正多角形である正方形に基づく四稜堡設計法は、その幾何学的構造の解明と組み合わせられることで、稜堡式城堡設計の基盤理論として以降も継承されていく。その起点であった伝ヴォーバン教本が刊行されてから約150年後、19世紀前半においては、例えばサン・シール陸軍士官学校の要塞学教官たち、例えばニコラ・サヴァールやその後継者であるジャン・バティスト・アンベール（Jean-Baptiste Imbert）、アマンド・ローズ・エミー（Amand Rose Émy）の著作や、ヘクター・ストレイス（Hector Straith, イギリス）の"Treatise on Fortification and Artillery"（「要塞と砲兵に関する論文」、1848年）、C.M.H.ペル（C.M.H. Pel, オランダ）の「"Handleiding tot de kennis der versterkings-kunst, ter dienste van onderofficieren"（「下士官のための要塞技術知識の手引き」、1849年）などの教本群において、引き続き採用され、また詳説された。
戸切地陣屋が築造された時期は、前世紀後半より急伸した砲戦の進化により、稜堡式というシステム自体が役割を終える時代と重なった。この歴史的転換期の中で、戸切地陣屋の防衛構造設計は当時日本国内での理解者・修得者が極めて希少かつ従来の国内理論と完全な別軸にある19世紀欧州の軍事理論に基づき進められた。またその基盤理論（例えばサヴァール教本）においても、「旧来の『稜堡式』」と「新進の『砲戦防衛』」という対立項たる2つの軍事的アプローチが併存して記載される変革期ならではの状況を示していた。この状況下で藤原主馬が選択した本陣設計は、最も効率的である正方形を基にした四稜堡から、さらに稜堡砲台を一稜に偏重させる独特の構造であった。主馬はさらにさらに地形を活用し大砲の性能と相乗させ本陣前の緩斜面全体を火制下に置き、かつ本陣の外郭構造は銃兵足場（baquette）を含み教本に忠実に構築した。これにより戸切地陣屋は、稜堡式構造の利点である近距離での相互掩護機能と、地形条件と火制によって長距離砲戦優位を維持する、いわば「城の時代」と「砲戦の時代」両者の技術体系を調和させた、四稜堡構造、ならびに稜堡式城堡の系譜の最終形の一つといえる。

## 戸切地陣屋跡史跡公園について
上述の松前藩戸切地陣屋跡の史跡指定に伴い、上磯町（現：北斗市）は昭和52年（1977年）に史跡指定範囲を町有地化し、史跡保護のための現状確認と、活用のための整備を目指して昭和54年（1979年）より国・道の補助を受けて考古学的発掘調査と環境整備を行った。発掘調査は上磯町（当時）調査研究協議会（昭和55年度・1,102㎡）、財団法人北海道埋蔵文化財センター（昭和56～58年度・計12,500㎡）、北海道文化財保護協会（昭和59～60年度・計6,400㎡）、上磯町教育委員会（当時、昭和61年度および平成7・8・12年度、計3,011㎡）が年度ごとに分担して実施し、これらの成果により、古図面等と位置関係がほぼ合致する郭内建物跡の検出と、幕末期を主体とした生活什器を中心とする陶磁器や金属製品、キセル・碁石などの娯楽品を含む計65,000点の遺物の出土が確認され、本城の松前藩出張陣屋としての運営が裏付けられた。

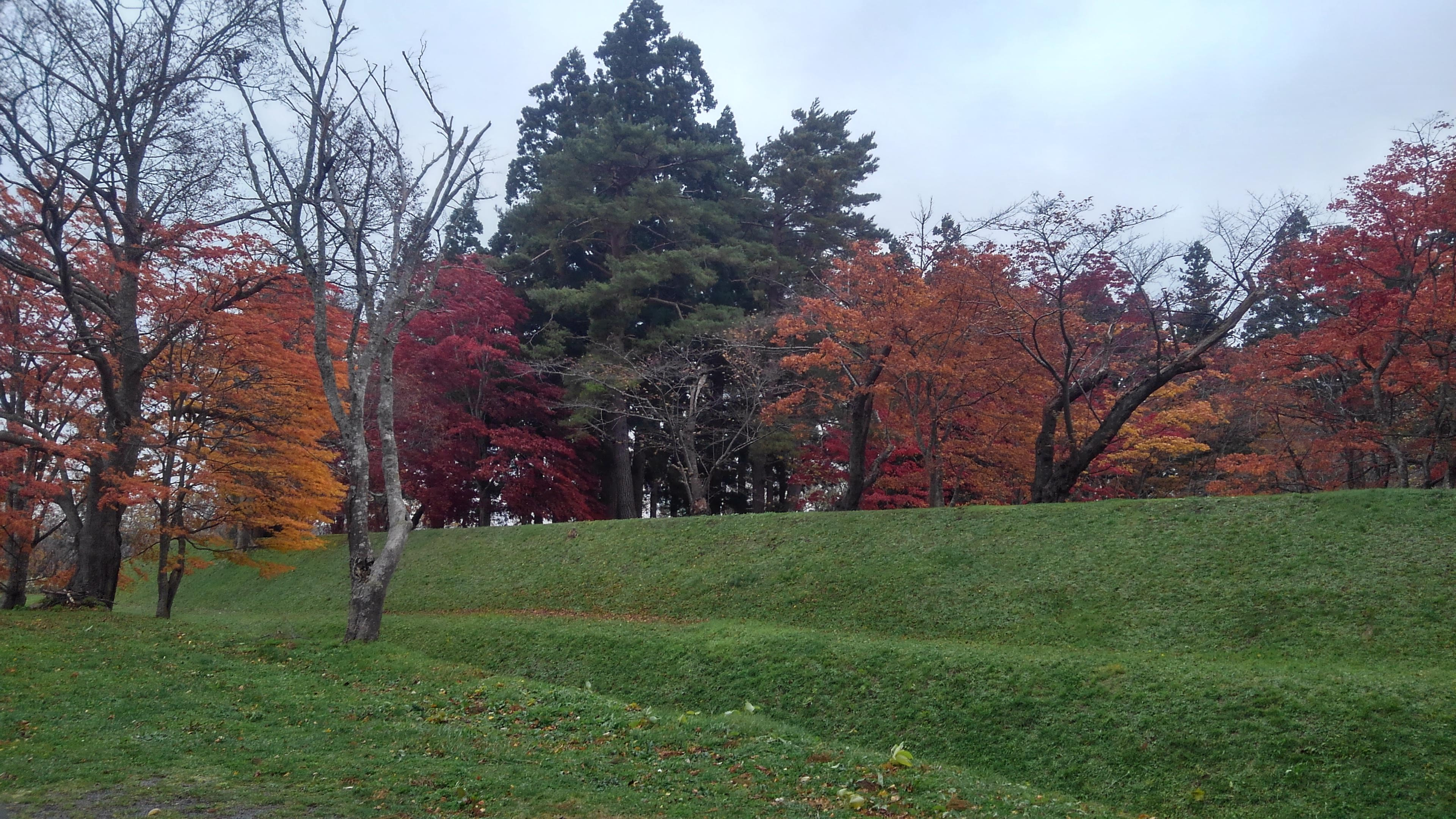
紅葉の時期の戸切地陣屋本陣（外側から）。

上記発掘調査を受け、郭内では蔀土塁（馬隠し）の整備や柱穴検出部上への盛り土による遺構位置の可視化、本陣前面の広場では多目的空間・公園ひろばなどへの整備を経て、平成13年（2001年）に整備事業が完了した。これらのスペース・ひろばは、毎年5月に行われる『北斗陣屋桜まつり』の舞台ともなり、シーズンは内外の観光客で賑わう。また、秋は紅葉も美しい。都市公園法施行50周年等記念事業によって選ばれた「日本の歴史公園100選」では、平成19年（2007年）の第2次選定において、松前城下の松前公園などとともに入選を果たしている。
また、公園の中核をなす本陣星堡は土塁・壕ともに築造当時の状況を現在も遺しており、上述した欧州軍事理論を細部まで反映した構造を現在も実遺構を以て確認することができる。特に稜堡部の砲台は、底面厚10ｍに及ぶ堡塁、それに穿たれた外側に開く砲眼と、かつて砲の位置の較正に用いられた架台からなる砲座群という19世紀欧州軍事上の教程内容に忠実に構築されている。これらの遺構がほぼ当時の姿のまま遺存し観覧できる例は全国でも例がなく、藤原主馬を初めとする当時本邦における欧州軍学者の理論の理解のありかた、そしてその陸戦における実践の成果を、周辺の地形的条件と併せて形成される防衛構造を包含した歴史的景観として、ほぼ往時の姿のままで「生」で見ることができる国内でも貴重な史的スポットといえる。
加えて公園周辺から函館平野側を望むと、戸切地陣屋の警衛範囲であった函館平野広域を眺望することもでき、同所に警衛拠点としての陣屋が築造された所以を体感することもできる。

## 「桜回廊」と戸切地陣屋にちなんだモニュメント
北海道道96号上磯峠下線から分かれ「野崎の丘」を陣屋本陣まで登る緩斜面上の道沿いに連なる800mの桜のトンネルは、上述のとおり日露戦争勝利を祈念して函館の呉服商である岩船峯次郎が、かつての戸切地陣屋の大通り沿い、表御門跡から陣屋登り口までの道の両脇に桜を植樹したことから生まれたものである。樹種としてはソメイヨシノを中心にエゾヤマザクラ（オオヤマザクラ）、ヤエザクラ、珍しいジュウガツザクラ、ギョイコウなどもあり、今日では市内各所に点在する桜の名所を繋ぐ「北斗桜回廊」の一環として訪れる人々の目を楽しませている。
なお、新函館北斗駅の南口には戸切地陣屋本陣である四稜星堡の形状を模した花壇が造営されているほか、市内庁舎の入り口マットにも本陣星堡のデザインがあしらわれている。

### 引用・参照
1. ↑  「Star Fort」の訳語（明治6年『英和字彙 : 附音插図』）。陸軍築城部本部編『日本城郭史資料』にも本城を含む星形堡塁を指す語として用例がある。
2. 1 2 3 4 5 6 7 8 9 10 11 12 13 14 15 16 17 18 19 20 21  時田太一郎「「日本最初の星の城」松前藩戸切地陣屋における19世紀洋式軍学の実践－日本における「稜堡式城郭」の理解のために－」『北斗市郷土資料館 研究紀要』第1号、北斗市郷土資料館、2023年。
3. ↑  “日本初の西洋式星型城郭（要塞） – 日本記録 | 日本記録認定協会（公式）”. japaneserecords.org. 2025年6月2日閲覧。
4. ↑  “国指定史跡松前藩戸切地陣屋跡（北海道）”. 【ロケ地 検索】全国ロケーションデータベース. 2025年6月2日閲覧。
5. ↑  “国指定文化財 - 教育庁渡島教育局”. www.dokyoi.pref.hokkaido.lg.jp. 2025年6月3日閲覧。
6. 1 2 3 4 5 6  “史跡松前藩戸切地 (へきりち) 陣屋跡”. 全国文化財総覧. 2025年6月1日閲覧。
7. ↑  「戸切地陣屋」の名を冠する文書としては『戸切地御陣屋心得書』『戸切地御陣家勤中御達書留』など。このほか『北門史綱』全般、「加賀屋氏 大宝恵」（『加賀家文書』）、『湯浅此治日記』『藤枝日記』『松前町年寄番日記』『和田家諸用記録』などの松前藩内文書群に所収された際の呼称は「戸切地陣屋」で統一されている。
8. ↑  『アナタヒラ松前陣屋絵図面』『蝦夷之夢』等。
9. ↑  『峠下ヨリ戦争之記』
10. ↑  『南柯紀行』『蝦夷錦』等。
11. ↑  『史蹟の渡島』昭和11年など。
12. ↑  市川一学 1850『御城地之儀ニ付存寄申上候書付』
13. ↑  函館中央図書館蔵『松前藩ニテ築造旧台場跡調』。明治10年代作成、「濁川村字穴タ平」の記述。
14. ↑  『北海道年鑑 昭和26年版』北海道新聞社、1961年、p.126（1943-1968合冊中）頁。
15. ↑  “松前志 2,3 / 松前広長”. www.lib.hokudai.ac.jp. 2025年6月1日閲覧。
16. ↑  “[蝦夷地実記]”. www.wul.waseda.ac.jp. 2025年6月1日閲覧。
17. 1 2  松前藩戸切地陣屋跡.
18. ↑  『藤枝日記』
19. 1 2 3  『北門史綱』巻之二
20. ↑  後の箱館戦争時、五稜郭の防備不全を悟った大鳥圭介らがすでに冬に入らんとする季節を押して工兵隊らと工事を敢行しているが、「積雪中にて土地凍冱堅きこと鉄の如く」とその困難さを記している。『南柯紀行』。
21. 1 2 3 4 5 6 7  Savart, Nicolas-Pierre-Antoine (1825) (フランス語). Cours élémentaire de fortification à l'usage des élèves de l'École spéciale militaire. Anselin et Pochard
22. 1 2 3 4  Savart, Nicolas (1827) (オランダ語). Beginselen der versterkingskunst. Gebroeders Van Cleef
23. ↑  『北門史綱』巻之二、『和田家諸用記録』
24. ↑  “［ID:7755］ サハルト工兵初問 ： 資料情報 | 収蔵品データベース | 真田宝物館”. 真田宝物館 - 収蔵品データベース. 2025年6月1日閲覧。
25. ↑  “伊豆国韮山江川家文書| 検索結果一覧”. archives.nijl.ac.jp. 2025年6月6日閲覧。
26. ↑  河内 八郎 編『徳川斉昭・伊達宗城往復書翰集』1993年、30, 33, 60, 74,78,頁。
27. ↑  “国立国会図書館デジタルコレクション”. dl.ndl.go.jp. 2025年6月1日閲覧。
28. ↑  N.Savart 1825 ”Cours élémentaire de fortification” 第135章以下"CHAPITRE VIII. Des Batteries"、171頁。
29. 1 2  N.Savart 1825 ”Cours élémentaire de fortification” 第135章、171頁。
30. ↑  N.Savart 1825 ”Cours élémentaire de fortification” 第135章、172頁。
31. ↑  藤原主馬の嘉永6年（1853年）3月25日の西洋流砲術師範への就任後に出された藩主・松前崇広による嘉永7年（1854年）5月8日付布達では、「西洋之利器」を扱えないことは「其身一分ニ而者不相済、国家之及大事候」としてその習熟を全藩士に命じている（『湯浅此治日記』所収）。
32. 1 2  “函館市中央図書館デジタル資料館”. archives.c.fun.ac.jp. 2025年6月1日閲覧。
33. ↑  『北門史綱 巻之三（『松前藩と松前』32号所収）』松前町史編纂室、1990年、70頁。
34. ↑  『北門史綱 巻之三（『松前藩と松前』32号所収）』松前町史編纂室、1990年、68頁。
35. ↑  『北海道史蹟名勝天然記念物調査報告書』(大正13年)における河野常吉による踏査記録図に大通りを挟み12対・24軒の屋敷跡および土塁跡が記録されている。
36. 1 2  “函館市中央図書館デジタル資料館”. archives.c.fun.ac.jp. 2025年6月1日閲覧。
37. ↑  “「ほくと遺跡ものがたり」第16回、北斗市教育広報「きらめき」第75号”.   北斗市 (2025年1月6日). 2025年6月1日閲覧。
38. 1 2  “函館市中央図書館デジタル資料館”. archives.c.fun.ac.jp. 2025年6月1日閲覧。
39. ↑  “函館市中央図書館デジタル資料館”. archives.c.fun.ac.jp. 2025年6月1日閲覧。
40. ↑  江川 英龍 1842『砲術門人姓名簿 中』国文学研究資料館
41. ↑  『北門史綱 巻之七（『松前藩と松前』34号所収）』松前町史編纂室、1992年、13頁。
42. ↑  “北斗市郷土資料館 研究紀要”. 全国文化財総覧. 2025年6月1日閲覧。
43. ↑  “旧館藩士族殉難調”. www.lib.hokudai.ac.jp. 2025年6月1日閲覧。
44. ↑  『松前町町年寄番日記（『松前町史』史料編2 所収）』松前町史編纂室、1977年。
45. ↑  “「ほくと遺跡ものがたり」第11回、北斗市教育広報「きらめき」第70号”.   北斗市 (2023年10月3日). 2025年6月1日閲覧。
46. ↑  菊池明・伊東成郎編 編『戊辰戦争全史』 下、新人物往来社、1998年、205頁。ISBN 4-404-02573-4。
47. ↑  『南柯紀行（『南柯紀行・北国戦争概略衝鋒隊戦之記』所収）』新人物往来社、1998年、70頁。
48. ↑  『北洲新話（『箱館戦争史料集』所収）』新人物往来社、1996年、130頁。
49. ↑  “国立国会図書館デジタルコレクション”. dl.ndl.go.jp. 2025年6月1日閲覧。
50. ↑  松前藩戸切地陣屋跡 - 文化遺産オンライン（文化庁）
51. ↑  “北斗市郷土資料館 研究紀要”. 全国文化財総覧. 2025年6月5日閲覧。
52. 1 2 3 4  Vauban, Sébastien Le Prestre de (1695) (フランス語). Nouveau traite de geometrie et fortification: où est enseignée la nouvelle methode, dont ... figures nécessaires. Cramoisy
53. 1 2 3 4  時田 太一郎「世界各国における稜堡式城堡データリスト」『北斗市郷土資料館 研究紀要』第2号、北斗市郷土資料館、2025年、74-143頁。
54. ↑  Stevin, Simon (1594) (オランダ語). De sterctenbouwing. by Françoys van Ravelenghien
55. ↑  Marolois, Samuel (1627) (オランダ語). Fortificatie, dat is sterckte bouwing. chez Jan Janssen
56. ↑  Errard, Jean (1554-1610) Auteur du texte (1600) (フランス語). La Fortification réduicte en art et démonstrée, par J. Errard,...
57. ↑  Merveilles), Blaise François de Pagan (comte de (1668) (フランス語). Les fortifications de monsieur le comte de Pagan: Avec ses theoremes sur la fortification. Chez F. Foppens
58. ↑  旗代太田 / 訳『【試訳】伝ヴォーバン式 築城教本 英訳版 (1691)』旗代屋〈私家版 近世欧州軍事史備忘録 巻 5〉、2022年。
59. ↑  “Jean Baptiste IMBERT | Chemin des Dames”. www.chemindesdames.fr. 2025年6月16日閲覧。
60. ↑  Imbert, J. (1833) (フランス語). Cours élémentaire de fortification ...: à l'usage des élèves de l'école royale spéciale militaire de Saint-Cyr. chez l'auteur
61. ↑  Émy, A. R. (1852) (フランス語). Cours élémentaire de fortification, fait à l'école spéciale militaire. D. Avanzo et compagnie, éditeurs
62. ↑  Straith, Hector (1850) (英語). Treatise on Fortification and Artillery. W. Allen. ISBN 978-1-906394-24-0
63. ↑  Pel, C. M. H. (1857) (オランダ語). Handleiding tot de kennis der versterkings-kunst, ter dienste van onder-officieren, die zich tot het examen voor officier bij de infanterie of kavallerie willen voorbereiden. Gebroeders Muller
64. 1 2  “北斗市の公園・緑地”.  北斗市. 2016年1月6日閲覧。
65. ↑  “北斗桜回廊・北斗陣屋桜まつり（令和6年度音楽イベント） - 北斗市”. www.city.hokuto.hokkaido.jp. 2025年6月2日閲覧。
66. ↑  “戸切地陣屋”.   コトバンク. 2019年11月5日閲覧。
67. ↑  松前藩戸切地陣屋跡 2008.
68. ↑  “北斗桜回廊 | イベント一覧 | はこぶら”. www.hakobura.jp (2025年4月20日). 2025年6月1日閲覧。
69. ↑  “Google マップ” (日本語). Google マップ. 2025年6月1日閲覧。

### 註釈
1. ↑  菅江真澄は『ひろめかり』（寛政元年・1789年）で「アヰノはこゝをベケレベツといふ。ベケレとは清き水をいへり、ベツは河をいふといへば、すみたる川と、にごりたる川（※クンネベツ、現在の北斗市久根別）とならべていふを、ところの名とこそせりけるならめ。」、『えぞのてぶり』では「平切地をヘケレベツとて清たる河をいふ夷言也」（寛政3年・1791年）と記している。このほか上原熊次郎は『蝦夷地名考並里程記』（文政7年・1824年）にて戸切地の語源について「夷語ベケリベツ、あきらかなる川」と記し、松浦武四郎は『渡島日誌』（慶応元年・1865年）の中で安政3年（1856年）の蝦夷行時の記録として「ヘキリチ訳してヘケレヘツにして、透明と云儀。水清冷たるより号く。」と書き残している。
2. ↑  現在の北斗市清川周辺。地名としては『松前島郷帳』（1700年）には見えず、『松前志』（1781年）が現在確認できる初出となるため、18世紀半ばごろの開村と推定される。森春成『罕有日記』（1857年）には「陣屋は濁川村山上」との記述がある。安政6年（1859年）に堀川乗経の斡旋但馬により但馬および北陸道の門徒300人が濁川村近隣に移住したが、後に大部分が離散、70余名のみが残り清水郷を営村した。これが北海道への国郡制施行に伴い明治4年（1871年）に清水村となり、さらに後に濁川村と合併し、現在も残る「清川」の地名の起源となった（後述）。偶然にも「戸切地」の語源であるアイヌ語「peker-pet（澄んだ・川）」と同義になったが、両者に史的関係は無い。
3. ↑  現在の北斗市文月が相当し、江戸時代は濁川村と隣村。当時の村界は判然としない（蝦夷地は米無産地であったためか、石高計算のための明確な境界が引かれた地図は江戸期には存在しない）。「濁川村」と同じく『松前島郷帳』には名前が見えず、初出は『松前蝦夷聞書』（1758年）であることから、シャクシャインの戦い後の函館平野部からのアイヌ民族の離脱移住（松宮観山『蝦夷談筆記』1710年）などに伴い大野村の支村として勃興したものと考えられる。かつては在来種の梨が文政・天保以降盛んに栽培され名産となり、「文月梨」の名で松前・江差などに出荷された（『北海道菓樹協会報告 (8)』、1894年）。この「文月梨」は松浦武四郎も『蝦夷日誌』（1845年）等で「格別によし」と味・風味を讃えているが、明治以降の他種栽培などに置換され現在は存在しない。
4. ↑  無石領地である蝦夷地・松前地では厳密な石高を計算すべく境界を細かく引かれた検地図が存在せず、必然村境も（庚申塚の置かれた一部の街道上を除き）曖昧であったことが当時古地図郡などから伺える。これが令制により国郡に明確に区分されるのは明治2年（1869年）以降のことである。
5. ↑  安政三年（1856年）十二月付「松前藩主松前崇広（伊豆守）其所管の穴平（渡島国有川村）の陣屋成るを以て、衛兵及武器を配備す」旨の届け出（『維新史料綱要』）。ただし崇広本人の届出中の記述は「戸切地村字アナタヒラと申所」であり、項目題も後からつけられたもの。その後「穴平陣屋」の名で書籍上出現するまでには上述の通り、『史蹟の渡島』昭和11年（1836年）からと大きく時間が空く。
6. ↑  一方「松前陣屋」の呼称は明治以降、戦前・戦中において一貫して使用され続けており、こちらが史跡名として一般的であったことが分かる。NDL Ngram Viewerによる比較では、「松前陣屋」が初出：1874年・総出現頻度：287であるのに対し、「清川陣屋」は初出：1943年(※正確には1943-1968年合冊中の1951年が初出）・総出現頻度：46と、両者間に明確な差が確認できる。
7. ↑  松前藩は上知により蝦夷地全土と和人地のうち木古内以東を召し上げられたが、それ以外（木古内以西の和人地）の所領は安堵され、これに加え幕府直轄地のうち現在の函館平野一帯の警衛を命ぜられた。その他蝦夷地は弘前藩・盛岡藩・久保田藩・仙台藩の東北4藩に分担警衛が命じられた。この分担は安政6年（1859年）に蝦夷地分領政策へと方針転換し、東北諸藩のうち上記4藩に加え会津藩・庄内藩を加えた6藩がその対象となった。
8. ↑  原語は"fortification（フランス語、英語）"または"versterkingskunst（オランダ語）"。原義は「防衛能力の強化」であり、この技術・理論により強化された防衛拠点を"Fort"（要塞）と呼ぶ。例えば主馬らがテキストにしたと推定されるサヴァール教本（後述）を見ると、この"fortification"における修学内容は「優位陣地の概念」「地形探索」「測量・地図作成」「砲の射程等陣地設定に必要な基準数」「陣地・宿営の造営および配置にかかる法」「小銃兵の陣する胸墻法」「壕・土塁を併せて築く際の土量・寸法計算法」「野堡築造砲」「多稜の堡塁（稜堡式堡塁）築造砲」「堡塁の強化法」「永久城郭の築城法」「攻城法」「防衛法」「学史」と多岐に渡る「往時における拠点防衛＝要塞構築に係るあらゆる技術・理論について体系的・網羅的に学ぶ総合科学」であったことがわかる。日本においては（当時および現在においても）これを単に「築城術」「築城書」と訳する例が見られるが、この語では上記の通りその内容のごく一部を表すにしか及ばず、当時の洋学修学者の実状を示す、あるいは理解するには至らない。よって、本項では原語"fortificaion"の所産にして目的たる"fort"によって「要塞学」の訳をあてた。
9. ↑  例えば19世紀段階の陣地構築においては、設計時点で平面面積および断面面積を乗算し壕の掘削により獲得される土量を予め計算し、その量と土性等を勘案して土塁などの地上構築物の構造・規模が算出される（N.Savart 1827など）。
10. ↑  2025年で竣工より170年を数えるが、総土造りであるにも関わらず、現存遺構より当時構造および基盤理論・設計法が分析可能（後述）なほど外郭躯体の遺存状況は極めて良好である。
11. ↑  藤原主馬のほかには、竹田作郎、昌平黌に留学した関左守、同塾に脱藩中に留学した鈴木織太郎、佐久間象山から1年足らずで破門を受けた下国東七郎らが辛うじて確認できる松前藩からの留学者である。江川英龍塾『砲術門人姓名簿』・佐久間象山塾名簿 『及門録』・『昌平黌書生寮姓名録』・『適々斎塾姓名録』を総覧し確認（2023-11-26）
12. ↑  これはすなわち各稜尖端間の距離（原語教本中の呼称：front、フロント）となり、ヴォーバンの理論を中心に弟子・カンブレーが整理した著書”Nouveau traite de geometrie et fortification”（1691年）によって正多角形を基盤とした幾何学的設計技法が明文化・汎用化されて以降、稜堡式城堡平面設計の際の基盤となる。

なお、戸切地陣屋のフロント長は、経年による変化はあれど誤差1m前後の状況を保っている。
13. ↑  後述する設計基盤となったサヴァール教本における各部寸法はメートル法に拠っているが、本項付図の通り各部がそれに従って造られている。教本のフランス語原本の単位表記はメートルであるが、オランダ語訳本では当時メートル法への移行期であった同国内情を反映して同値のまま「メートル」をオランダの従前単位である「エル（el）」に置き換えている。日本国内においてはもこれを踏襲しており、例えば佐久間象山書簡の「エルとは三尺三寸（※99.99cm）を指して云ふ」（嘉永 5 年 7 月 30 日付山寺源太郎あて）、安政 2 年（1855年）に鈴木重正が著した『砲術必用 量地筭法』の「會尓（エル）、三尺二寸九分二厘弱（※99.90cm）」などの記述からそれが伺える。
14. ↑  その後1830年代まで再版され、サン・シール陸軍士官学校の教本として用いられるとともに、その後教本執筆者がサヴァールから次代以降に替わって後も、"Cours élémentaire de fortification" の題は同学校の要塞学教本において踏襲された。現在確認されているサヴァール著の教本としては初版・1812年の後に大きく増補した1825年版、1828年版、1830年版があり、このほか1825年版を原版としてオランダ語に訳した1827年版（蘭語題 "Beginselen der versterkingskunst"、後述）、1830年・1835年・1836年版が確認できるイタリア語訳版（伊語題 "Corso elementare di fortificazione"） の各国語訳版が存在している。日本語では、江川英龍の家臣・矢田部卿雲がオランダ語版を嘉永6年（1853年）に『警備術原』の題で訳している。
15. ↑  教本原本126章～134章。各部諸元数値については126章～127章で詳説。
16. ↑  同書中からは、弘化3年(1846年)9月書簡、同10月5日書簡、同12月14日書簡、弘化4年(1847年)6月2日書簡、同7月2日書簡においえ,大名家へ貸出された幕府公用書として貸借や引用が伺えるほか、高嶋秋帆、三宅友信（巣鴨老公）、水野忠邦の蔵書としても存在していたことが確認できる、
17. ↑  なお、当時の書簡等では教本の著者であるSavartの名は本来の「サヴァール」ではなくオランダ式ローマ字読みの「サハルト」と表記されるものがほとんどである。
18. ↑  現存遺構では四稜郭、図面上では楠葉台場などの土塁内面に同様のbanquetteが備えられており、同様の理論を基盤として外郭が築かれていたことが推定できる。
19. ↑  N.Savart 1825 ”Cours élémentaire de fortification” CHAPITRE PREMIER. "Détermination du Profil lorsque la hauteur et l'épaisseur du parapet sont connues（第一章：堡塁の頂高さ、壁厚が既知の場合の断面の決定法）、第55章、88頁。このように、当時堡塁の構築には平面と乗算することにより立体構造を構築する「断面（profil）」を明確に定めることは陣地構築に不可欠な要素であった。
20. ↑  これは戸切地陣屋に限らず、例えば箱館奉行による箱館表整備計画は「箱館湾内の海防網整備」（弁天台場のみ実現）と「湾岸市街と共に壊滅することを避けるための箱館御役所の市街地外への退避」（後の五稜郭の基盤）という、諸外国からの武力行使も想定に入れた上で実施されている（「五稜郭における19世紀洋式軍学の実践実態とその特筆性の分析」『北斗市郷土資料館研究紀要』第2号）。
21. ↑  銃種は定かではないが、史跡整備に伴う郭内発掘調査では滑腔銃に用いるゲベール弾・ライフル銃に用いるプリチェット弾がともに出土している。
22. ↑  『湯浅此治日記』（『松前町史』史料編所収）からは、嘉永6年(1853年)より実施された藩士全員を対象とした西洋砲術稽古に対しサボタージュをする者がおり、藩主・松前崇広より今後藩内の台場・砲術を西洋流に切り替える方針であること、および肝心な時にいざ使えないでは国を危うくしかねず、これらを鑑みて稽古を怠るものには今後処罰を以て対応することを検討する旨の達書が嘉永7年（1854年）5月8日付で出ていることが確認できる。

安政3年(1856年)には「砲術不熟之趣」により文武上覧が中止に至り、藩士一同に一層の精励が勧奨されるとともに、稽古に出席しないものへの処分検討の旨が重ねて通知されるが、この藩風は以降も長く改まらず、箱館戦争直前に勃発したクーデター時には、知洋派の徹底した粛清（松前勘解由・遠藤又左衛門・関左守といったペリー来函時の貢献者は悉く死に追いやられた。『庚午弾劾録』によると、同じくペリーを応接した戸切地陣屋設計者である藤原主馬もこのとき微罪を以て責められ自死に追いやられたという）、洋式砲術藩校であった威遠館の取り潰し、松前湾内の西洋式海防砲台8ヶ所中6ヶ所の廃止（『法源寺公宗用記録』内達書控）、刀・槍・柔術などの近接戦闘を主体とする鎗劔隊の主力部隊としての新設（『北門史綱』巻之八）など時代に逆行する施策が次々ととられることとなる。

結果、松前城下での防衛戦では「具足」「槍」「薙刀」に「火縄銃」といういでたちでライフル小銃・洋式大砲といった近代装備で武装した旧幕府軍に相対する有様であった（『松前懐古座談会』）。
23. ↑  なお、この際に築かれた土塁は後に土地境界となり、平成期にこれの東端に沿って行われた土取り及び道路開削により緩斜面の一部が損なわれている（現在の北側入口から入る登攀道路部分）。逆に言えば、藩士移住と土塁構築を伴う土地利用がのちのち結果的に「野崎の丘」原地形全体の喪失を防いだとも言える。
24. ↑  現地にて長く郷土史研究を牽引した落合治彦が生前語った内容によると、西稜側内面に「昇り降りできる程度の土山があった」という（「ほくと遺跡ものがたり 第16回」2025。現在は削られて存在しない）。あるいは「大安土」のみは、本来用途上かは兎も角昭和初期まで遺存していた可能性も考えられる。
25. ↑  藤原・竹田の両名を除き、『慶応二年丙寅十月御役人并諸向勤名前扣帳』(1866年)における威遠館（洋式砲術藩校）所属者に彼らの名はなく、現在確認できる各人の履歴にも洋学習得の痕跡は見られない。
26. ↑  慶応4年（1868年）8月に勃発した藩内のクーデターで主力となった、剣術・槍術・柔術などの旧来武術藩校であった徽典館（※甲府の徽典館とは無関係である）メンバーを中心に同年8月末に新設された近接戦闘を主体とする部隊（『北門史綱』巻之八）。この時は約20名が派遣されたが大鳥圭介率いる伝習隊の戦術と砲撃の前に為すすべなく、わずか1時間弱の戦闘の結果、他の新政府側諸藩隊とともに瓦解・敗戦している。被害者数比は伝習隊：死亡1名・負傷3名に対し、新政府側：死亡21名・負傷7名・生死不明8名。うち松前藩は死亡6名・負傷3名・生死不明4名と、およそ7割が死傷している（『南柯紀行』『阿部正桓家記』『土井利恒家記』『箱館日誌』『箱館戦争実記』など）。箱館戦争戊辰戦線により松前藩が青森に逃れて後は部隊が再編され（『北門史綱』巻之九）、同隊は自然消滅する。
27. ↑  「従前『稜堡式城郭』と称されることが多いが、その条件を「防衛構造の強化(fortification)に稜堡(bastion)を用いている」とす るならば、「城郭」と称される規模の築造物に留まらず、例えば Schans(独)のような野堡からEnceinte (仏)のような都市囲郭まで、面積で言えば1,000 ㎡に満たない極小規模なものから 1,000,000 ㎡＝1 ㎢ を越える大規模なものまで包含される。そして、それらはほぼ全て「fort」あるいはそれと同義のFestung(独)・Vesting(蘭)・Forte(伊)・Fuerte(西)といった語によって包括し得、事実そう表現される。 これはすなわちbastion fortというものは規模や形状で規定されるものではなく、冒頭に述べた通りその防衛構造の強化(fortification)に稜堡(bastion)を用いているかのみによって規定されるとい うことである。これが本リストにおいて稜堡式『城郭』ではなく稜堡式『城堡』 と呼称する所以である。」時田 太一郎 2025「世界各国における稜堡式城堡データリスト」（『北斗市用土資料館研究紀要』第2号所収）より引用。
28. ↑  つまり、稜堡の要件である側面(flanc)を持たない尖角のみからなる城堡は稜堡式城堡にはあたらない。
29. ↑  稜堡式の発達以前に存在した都市囲郭に稜堡を付与したもの、地形によって守られた部分の不足を稜堡で補ったもの、海防砲台の陸側のみを稜堡で防御したものなど、それぞれの防衛要件に応じて稜堡の位置・規模などをカスタマイズした例が多数を占めた（時田 太一郎 2025「世界各国における稜堡式城堡データリスト」『北斗市用土資料館研究紀要』第2号所収）。
30. ↑  星形をとらない稜堡式城堡もあるし、稜堡をもたない星形要塞もある、ということである。18世紀の軍事用語辞典" A Military Dictionary, explaining and describing the technical terms, works and machines, used in the science of war, etc. "では、「Star Fort」を「側辺同士が隣接する（＝稜堡の特徴である側面、flancを持たない）小堡」とし、稜堡（bastion）を活用した種々の要塞化（fortification）と明確に区別している。なお前掲の調査は稜堡を有する城堡に限定して析出を行っている。
31. ↑  稜堡式城堡には、正方形の対角2つのみに稜堡を付与する例や、壁隅の稜堡のいくつかを円塔や方形塔を以て置換する例など様々なバリエーションが見られる。これは16世紀までの初期例に比較的多いが、時代・地域を問わず析出される。
32. ↑  後に吉澤勇四郎によって『英国斯氏築城典刑』として邦訳された。
33. ↑  後に大鳥圭介によって『築城典刑』として訳された。
34. ↑  うちほとんどが伝ヴォーバン教本と異なり、四稜堡以外、すなわち五稜堡以上の稜堡式城堡の設計法を書中から省いている。
35. ↑  現状確認されている四稜堡は300件を越えるが、戸切地陣屋と同形のものは確認されていない（時田 太一郎 2025「世界各国における稜堡式城堡データリスト」『北斗市用土資料館研究紀要』第2号所収）。
36. ↑  一方、この調査はあくまで「松前藩陣屋」としての調査にとどまり、外郭や砲台と言った欧州軍事の実践の具体的探求に係る調査は全く実施されなかった。もっとも、当時日本の城郭研究に於いて、圧倒的少数である洋式城郭の「洋」の部分に対する希求心や問題意識が総じて希薄であり、今日なおその判断に平面的外形、すなわち輪郭線のみをもって判断するに留まる例が殆どであることを鑑みれば詮無いことではある。この往時の研究的欠落の補完を含む城郭機能の再検討が、平成30年以降の再評価研究の起点となった。
37. ↑  「完全な形で残る星形堡塁」との組み合わせという意味で言えば日本で唯一である。また、海外においては石壁上などに設けられた砲座ながかつての姿のまま遺る例はあるが、戸切地陣屋のように当時現状を遺したままの土製堡塁において砲眼を含む砲座が当時の姿で遺るのは世界的に見ても希少であるといえる。
38. ↑  築城に係る制度上の制限もあり、本邦における欧州軍事理論の実践例は、海防砲台に比して「城郭」規模に至る陸戦拠点としての例は少ない。